# Deporte en México
El deporte en México se enmarca principalmente en cinco características distintivas: la práctica masiva en forma lúdica de deportes de conjunto, especialmente fútbol y baloncesto; la inclusión de la educación física en los planes de estudio de todos los niveles; una cultura de activación física aun en vías de desarrollo frente a problemas de salud pública; la preponderante presencia del fútbol en la mayor parte del país, en términos de simpatizantes, infraestructura, impacto económico de todo tipo, profesionalización y deporte formativo; y el poco impacto de sistemas públicos o privados que generen deportistas de alto rendimiento (que limita la presencia del país como potencia regional o mundial en la mayoría de las disciplinas).
Existen antecedentes de prácticas deportivas en varias culturas de Mesoamérica, que formaban parte de ritos o competencias sociales, más que de actividades lúdicas; sin embargo fue debido a la influencia extranjera desde mediados del siglo XIX, especialmente estadounidense, española y británica, que los deportes modernos llegaron a México, arraigándose en regiones territoriales y sectores sociales específicos, dependiendo de las circunstancias históricas. Esto permitió la diversidad en la práctica y que, conjuntándose con distintos factores, en el transcurso de los años surgieron figuras que han destacado a nivel tanto nacional como internacional, en el deporte profesional y en el amateur. 
Otra característica del deporte mexicano es la presencia organizativa de este país, que ha albergado diferentes eventos de talla mundial, entre los cuales se incluyen dos Copas Mundiales de Fútbol y los Juegos Olímpicos de Verano. También fue fundador y sede de dos de los mayores eventos multideportivos regionales, los Juegos Panamericanos y los Juegos Centroamericanos y del Caribe, estos últimos los más antiguos de su tipo fuera de la cita olímpica.
El deporte más extendido y popular en México es el fútbol, tanto en su difusión, como en su práctica de conjunto; este goza de gran aceptación y popularidad. Sin embargo, en el noroeste del territorio nacional tienen mayor presencia el baloncesto (comúnmente llamado basquetbol), el béisbol y el softbol; estos dos últimos también con muy buena aceptación en el sur del país. Es precisamente el béisbol el que ocupa el segundo lugar en número de aficionados; le sigue el boxeo, en el cual México destaca como potencia mundial; la lucha libre y el taekwondo completan la lista de deportes más seguidos. Las artes marciales mixtas, el voleibol y los deportes de motor, en menor medida, han ido ganando la atención en la sociedad mexicana en años recientes.
En términos de ejercer la disciplina deportiva, se debe distinguir entre el deporte organizado (de alta competencia y federado) y el deporte aficionado (primordialmente individual y con fines de cultura física). En el primer caso, el segundo deporte (después del fútbol) más practicado a nivel nacional es el taekwondo, siguiéndole baloncesto y béisbol. Para el segundo caso, las disciplinas de acondicionamiento físico como caminata, correr, natación o aquellas vinculadas a los gimnasios son las más practicadas.
Existen deportes tradicionales de espectáculo con gran aceptación dentro de la idiosincrasia popular mexicana, como lo son la lucha libre, la charrería, y el jaripeo. Además, el pádel, con creciente aceptación en países de Sudamérica y Europa, es originario de México. Con el creciente aumento de un mercado de jugadores tanto infantil como juvenil, el deporte extremo de raqueta, el racquetball, goza de un constante desarrollo. En el sur de la Ciudad de México, la práctica aficionada del frontón y de la pelota vasca es muy importante, y ha dado lustre al deporte mexicano a nivel internacional.

## Historia

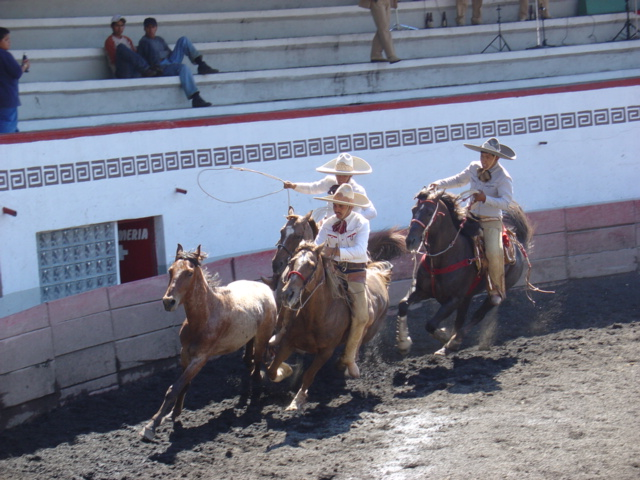
La charrería es considerado un deporte nacional en México.

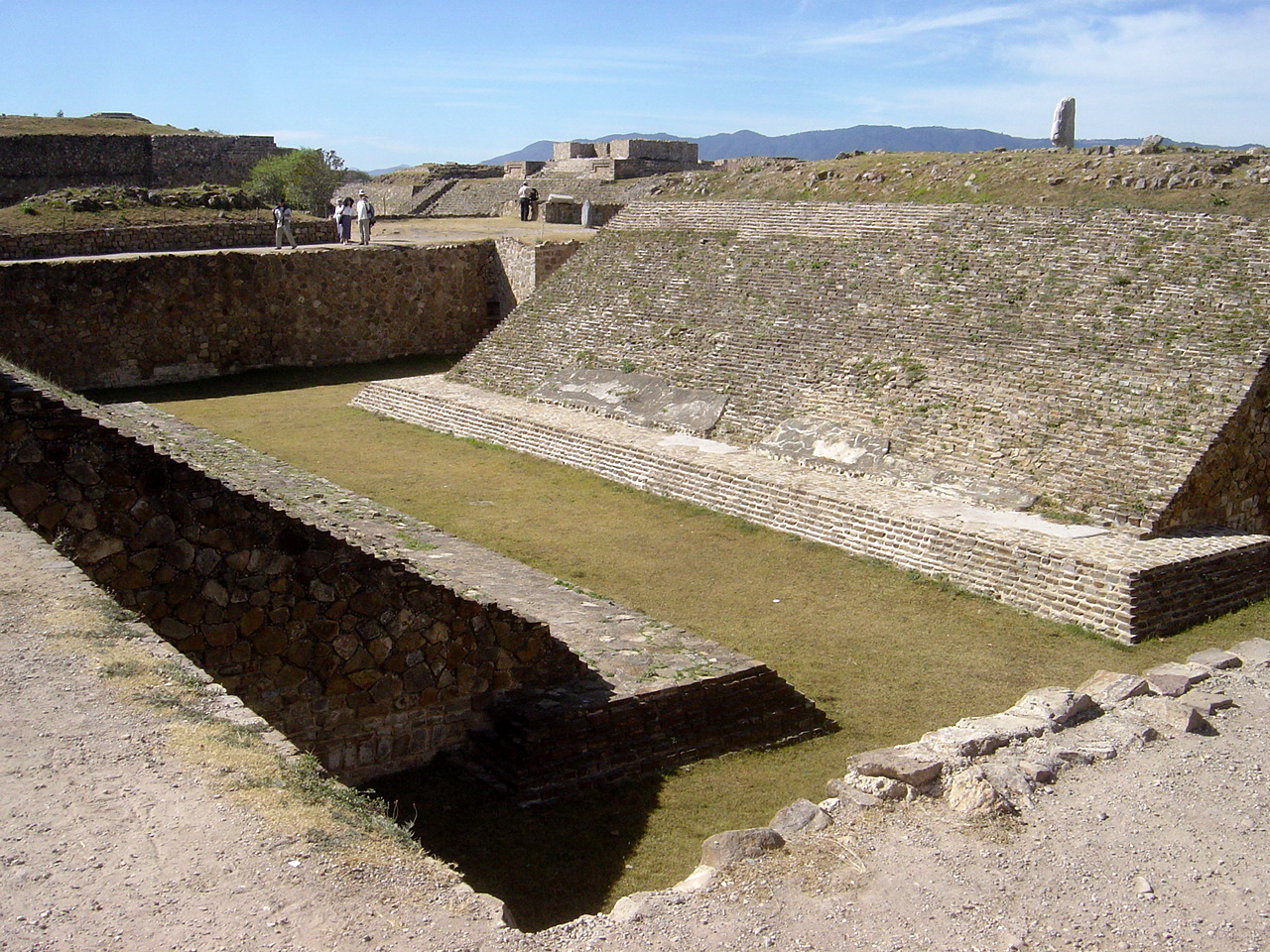
Juego de pelota en Monte Alban.

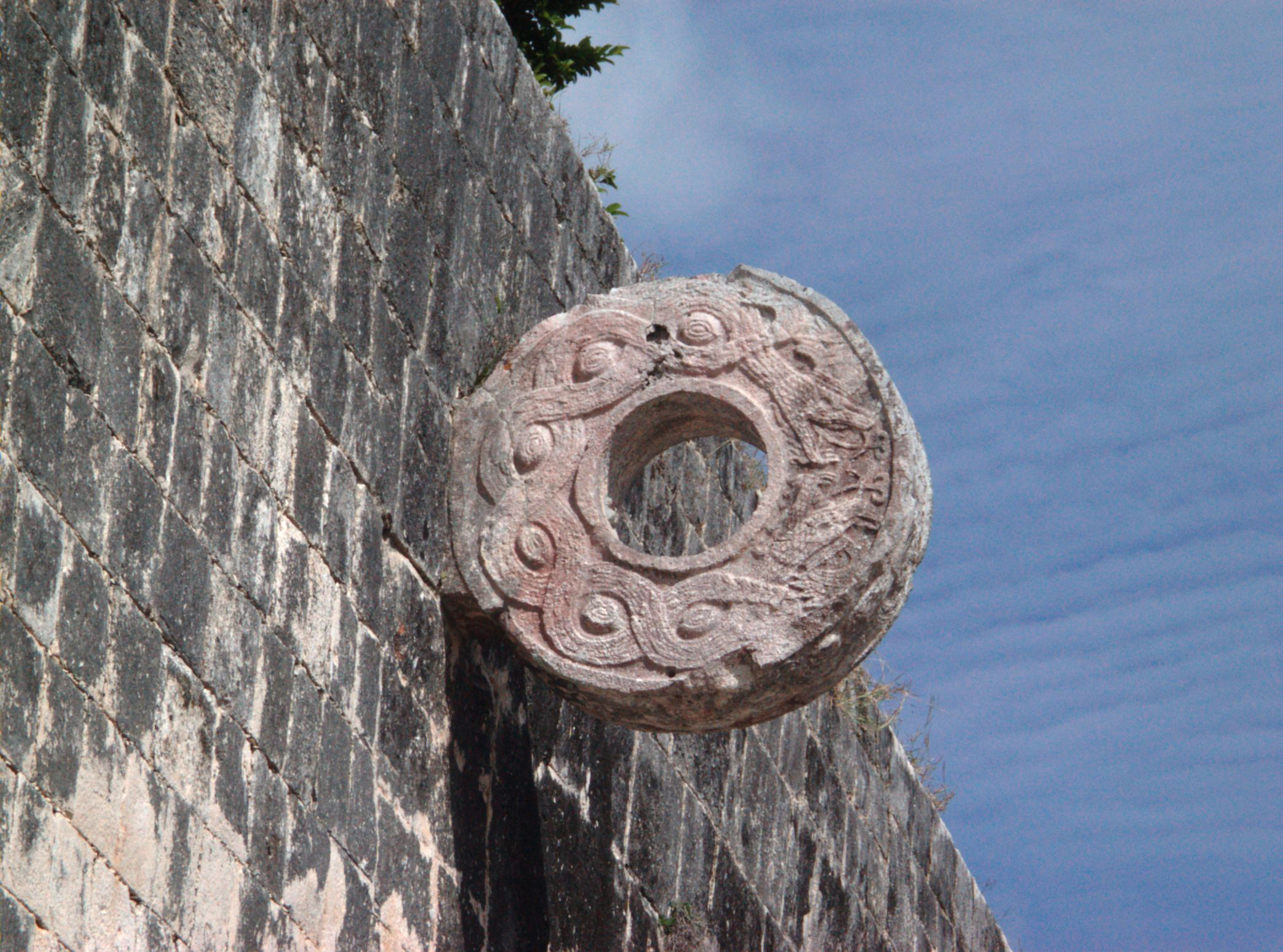
Marcador del juego de pelota, Chichén Itzá.

Existe evidencia de deportes practicados desde la época prehispánica, fundamentalmente vinculados a ceremonias de culto, también conllevaron la formación y disciplina de aquellos habitantes destinados a la defensa de la comunidad es decir, como un entrenamiento militar; sin embargo esa misma relación comunitaria generó expectativas entre los habitantes y por ende sentido de competencia, y en algunos casos hasta de vocación u oficio, por ello algunas actividades evolucionaron en verdaderos espectáculos populares y torneos entre ciudades. Entre las actividades deportivas de Mesoamérica se encuentran vestigios de prácticas de danza, acrobacia, juego del volador, carreras de bola y aro, lucha y juego de pelota. Las regatas o carreras de velocidad y competencias de destreza en la conducción de los «acallin» o canoas; el tiro con flecha o cerbatana sobre blancos fijos y móviles; la cacería en diferentes modalidades; carreras de fondo, velocidad y relevos; así como juegos de pelota con bastones y sobre pasto, mismos que algunos historiadores han comparado con el actual hockey. Es posible que la natación haya sido competitiva, así como la práctica de la pesca con arpón con fines recreativos y para la obtención de alimentos. 
La más celebre de las disciplinas deportivas prehispánicas es el juego de pelota. Con orígenes cercanos al siglo X a. C., dentro de la Cultura Olmeca; era un enfrentamiento entre dos equipos, el juego obedecía a unas reglas muy complejas. Se práctica con un gran «balón» de caucho relleno, que pesa entre uno y tres kilos. Consiste en lanzar la pelota con el torso y la cintura sin la ayuda de brazos y piernas. El cuerpo de los jugadores está protegido por un cinturón —fuerte y ancho— hecho de tela, madera y relleno de algodón. La pelota tiene que alcanzar unos «blancos» representados por postes o argollas enclavadas en los muros laterales del recinto. Este es practicado hasta el día de hoy en algunas comunidades a través de modalidades contemporáneas como el ulama. Además, existen otros deportes autóctonos practicados dentro de las comunidades indígenas como son los casos de la pelota purépecha, practicado por los purépechas en Michoacán, o la lucha tarahumara, y el Rarajípari, practicados por los tarahumaras en Chihuahua.
Durante la época colonial en la Nueva España diversas actividades físicas, especialmente vinculadas al entrenamiento militar, constituyeron los primeros deportes venidos de España al Nuevo Mundo, entre ellos duelos de espadas, tiro con arco, representaciones de batallas a campo abierto, entre otras. Sin embargo destacaron principalmente dos deportes en la etapa virreinal: la Tauromaquia, traída de la península y la Charrería, que fue producto del sincretismo cultural desarrollado en la vida del campo en amplias regiones ganaderas del virreinato; la trascendencia de este deporte es tal que recibe la distinción de «deporte nacional».
En las primeras décadas de la vida independiente del siglo XIX se presentaron los primeros contactos de la sociedad mexicana con las disciplinas modernas.  Las escuelas militares hicieron parte de su plan de formación el entrenamiento deportivo, practicando principalmente atletismo, gimnasia, natación, tiro con arco, tiro con rifle y pistola, equitación y esgrima, esta situación fue imitada por otras escuelas superiores como la de minería. A mediados de siglo la influencia fronteriza con Estados Unidos permitió la introducción del beisbol que, aunque tiene antecedentes en los tiempos de la invasión estadounidense, fue hasta la década de 1860 que comenzó a practicarse de forma organizada.
Fue durante el Porfiriato que se consolidaron las bases del deporte organizado en México, esto a través de dos espacios de cimentación: los clubes sociales de los grupos acomodados y los colectivos de trabajadores en zonas mineras y textiles. En el primer caso, los clubes sociales influenciados por ingleses y españoles introdujeron deportes como el críquet, croquet, raquetbol, golf, polo, tenis y pelota vasca (de este surgió una disciplina creada en México, el frontenis). En el segundo caso, los obreros extranjeros influyeron en los mexicanos para la práctica del fútbol, el boxeo y el rugby. Hubo una tercera fuente, pero que solo alcanzó los ámbitos de la frontera y las universidades, esta fue la influencia del deporte colegial estadounidense, que permitió la llegada (especialmente en la etapa posrevolucionaria) del baloncesto, el fútbol americano y el voleibol, y la ampliación de disciplinas como el atletismo, la natación (apareciendo los clavados) y la gimnasia.

## Organización
En México la práctica deportiva esta reconocida como un derecho humano protegido por el estado, esto en el artículo 4.º de la Constitución. El deporte organizado se encuentra regulado por la Ley General de Cultura Física y Deporte.
La institución encargada del fomento, administración y regulación, en materia de políticas públicas, vinculadas a la activación física de la población en general, y la regulación del deporte organizado, tanto aficionado, como profesional, es la Comisión Nacional de Cultura Física y Deporte (CONADE), adscrita a la Secretaría de Educación Pública.
El Comité Olímpico Mexicano (COM) es la máxima asociación deportiva del país y gestiona el desarrolló las diversas disciplinas deportivas, promueve la práctica de alta competencia, dirige el denominado «Ciclo Olímpico» en coordinación con la CONADE, y representa la autoridad del Comité Olímpico Internacional en la ejecución de reglamentos, así como en los procesos de formación y participación de deportistas, entrenadores y árbitros.
La Confederación Deportiva Mexicana, actualmente absorbida por la CONADE, es el ente rector que aglutina a las federaciones deportivas, es la encargada de gestionar su registro ante la CONADE y el COM. Actualmente 82 federaciones deportivas del mismo número de disciplinas la integran; a las que se añaden once asociaciones en materia de promoción deportiva, ciencias de la salud, deportistas, directivos, cronistas y de vinculación deportiva con otras áreas.
Los tres entes integran la «Comisión tripartita» que planea, dirige y gestiona los recursos para el denominado «Ciclo Olímpico»; así se le conoce en México al proceso de cuatro años en el que se desarrollan en orden cronológico las mayores competencias internacionales de alto rendimiento: Juegos Centroamericanos y del Caribe-Juegos Panamericanos-Campeonatos Mundiales-Juegos Olímpicos. La finalidad de este es el apoyo y seguimiento de los deportistas de alto rendimiento para que cumplan un proceso exitoso comenzando con la justa regional y concluyendo con la cita olímpica.

## Eventos multideportivos

### Juegos Olímpicos

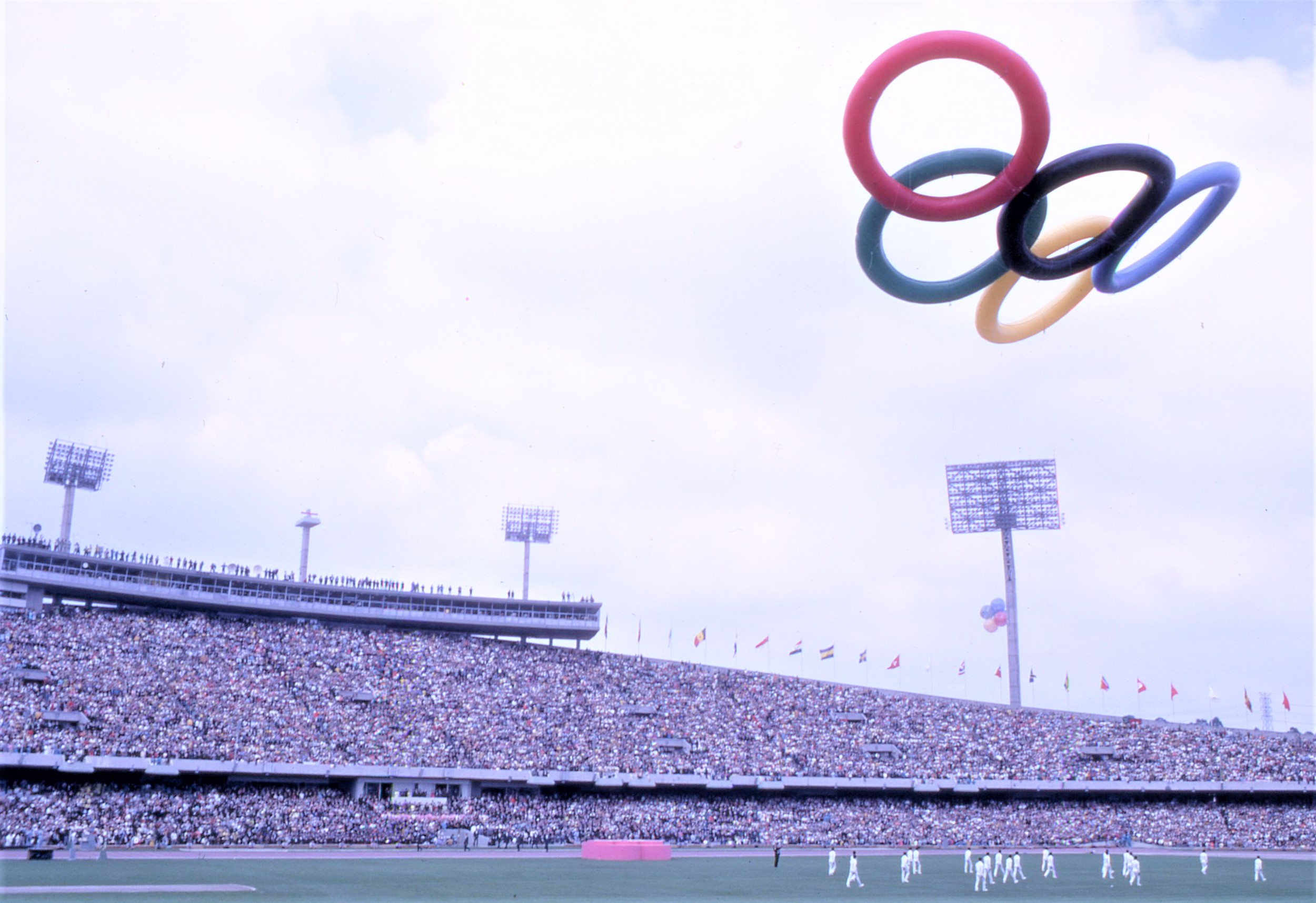
Los Juegos Olímpicos de México 1968 fueron los primeros en ser celebrados en América Latina y en el mundo de habla hispana.

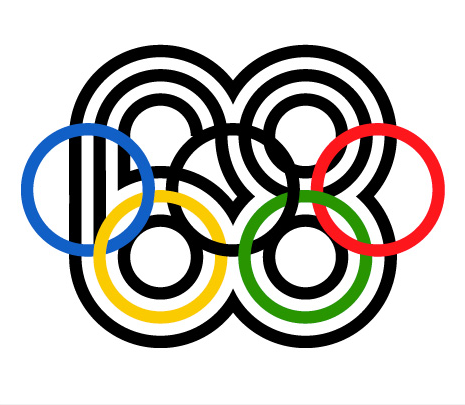
Emblema de los Juegos Olímpicos de 1968

México en los Juegos Olímpicos está representado por el Comité Olímpico Mexicano. Su capital, la Ciudad de México, fue sede de los XIX Juegos Olímpicos de 1968. De esta manera, fue el primer país latinoamericano y el primero de habla hispana en organizar una cita olímpica.
La primera participación de deportistas mexicanos se produjo en los Juegos Olímpicos de París 1900 con los integrantes del equipo de polo denominado «Norteamérica», integrado por Manuel Escandón Barrón, Pablo Escandón Barrón, Eustaquio Escandón Barrón y William Hyden Wright.
Pero no fue sino hasta los Juegos Olímpicos de París 1924 que México envió una delegación olímpica formal representada por un comité olímpico. Desde entonces, ha participado en 24 ediciones de manera consecutiva, obteniendo, hasta la conclusión de París 2024, un total de 78 medallas, de las cuales 13 son de oro. A ello se agregan sus actuaciones en deportes de exhibición donde ha obtenido 25 medallas, nueve de oro incluidas.
En los Juegos Olímpicos de Invierno la primera participación se produjo en la edición de Sankt-Moritz 1928 a través del equipo de bobsleigh. Sin embargo no volvería tomar parte de esta versión de los juegos hasta Sarajevo 1984, y desde entonces con relativa intermitencia ha participado, sin aun lograr una medalla olímpica.

### Juegos Olímpicos de la Juventud
La delegación mexicana ha participado en los Juegos Olímpicos de la Juventud desde su primera edición en Singapour 2010, ha presentado un total de 213 atletas en las tres ediciones y ha obtenido 33 preseas: 4 de oro, 11 de plata y 18 de bronce.

### Juegos Paralímpicos
México ha competido en todas las ediciones de los Juegos Paralímpicos de Verano, e hizo su debut en los Juegos Paralímpicos de Invierno en Turín 2006. En su debut en los Juegos Paralímpicos de Heidelberg 1972, no obtuvo ninguna medalla.
México ha ganado un total de 328 medallas paralímpicas, de las cuales 107 son de oro, 98 de plata y 123 de bronce.
Las delegaciones mexicanas en los Juegos de Invierno han sido pequeñas, en cinco ediciones ha presentado a seis deportistas, y no han ganado ninguna medalla.

### Juegos Panamericanos
México en los Juegos Panamericanos está representado por el Comité Olímpico Mexicano; Es uno de los países que ha participado de manera ininterrumpida desde la primera edición en Buenos Aires 1951. Es el primer país en ser sede en tres ocasiones (1955, 1975 y 2011).
La primera participación de deportistas mexicanos se produjo en los Juegos Panamericanos de 1951 en Buenos Aires, Argentina, en donde se obtuvo un total de 40 medallas: 4 de oro, 9 de plata y 27 de bronce, mientras tanto la mejor participación fue en los Juegos Panamericanos de 2023 en Santiago de Chile, donde se obtuvo un total de 142 medallas: 52 de oro, 38 de plata y 52 de bronce.
Desde entonces las delegaciones mexicanas han participado en las 19 ediciones realizadas y acumula un total de 1148 medallas: 258 de oro, 325 de plata y 565 de bronce. Luego de Santiago 2023 se ubica en el sexto lugar histórico del medallero de 42 comités participantes, solo por debajo de Estados Unidos, Cuba, Canadá, Brasil y Argentina.

### Juegos Centroamericanos y del Caribe
México en los Juegos Centroamericanos y del Caribe está representado por el Comité Olímpico Mexicano; Es el único país que ha participado de manera ininterrumpida desde la primera edición en Ciudad de México 1926. Es el primer país en ser sede en cuatro ocasiones (1926, 1954, 1990 y 2014).
La primera participación de deportistas mexicanos se produjo en la primera edición como local en la Ciudad de México, en donde se obtuvo un total de 67 medallas: 25 de oro, 24 de plata y 18 de bronce. Se destaca como una de las potencias de la región, junto con Cuba, ya que sus mejores actuaciones fueron las trece ediciones en las que concluyó en la primera posición del medallero.
Las delegaciones mexicanas han participado en las 24 ediciones realizadas y acumula un total de 4212 medallas: 1509 de oro, 1443 de plata y 1279 de bronce. Luego de San Salvador 2023 se ubica en el segundo lugar histórico del medallero de 37 comités participantes, solo por debajo de Cuba.

## Artes marciales mixtas
A mediados de la década de 2000, las artes marciales mixtas (MMA) fueron ganando popularidad en México, que ha producido a númerosos peleadores que compiten en las grandes ligas, como la Ultimate Fighting Championship.  México es el primer país hispanohablante y el segundo de América Latina (junto con Brasil) en obtener al menos un campeón mundial tanto en UFC como en el deporte en general, además de ser una de las naciones que más peleadores exporta al extranjero. Las categorías más livianas, como el peso mosca, pluma o gallo, son las que cuentan con mayor presencia de mexicanos.
Entre los peleadores varones más destacados están Brandon Moreno, Yair «Pantera» Rodríguez, Erik «Goyito» Pérez, Efraín Escudero y José «Teco» Quiñónez. De las mujeres quienes más han destacado son Alexa Grasso, Loopy Godínez, Irene Aldana, Yazmin Jauregui, y Jessica Aguilar.
El país también ha conseguido un total de 7 medallas en los Campeonatos Mundiales de la IMMAF, cinco de bronce y dos de plata. Destaca el caso de Nora Ochoa Pérez, quien consiguió dos medallas de plata en las ediciones de Manama 2019 y Belgrado 2023, siendo el mejor resultado de un peleador mexicano en el certamen.

### Organismo y Ligas
- Federación de Artes Marciales Mixtas Equidad y Juego Limpio (FAMM-EJL)
- Budo Sento Championship
- Naciones MMA
- LUX Fight League
- Ultimate Warrior Challenge México

## Atletismo

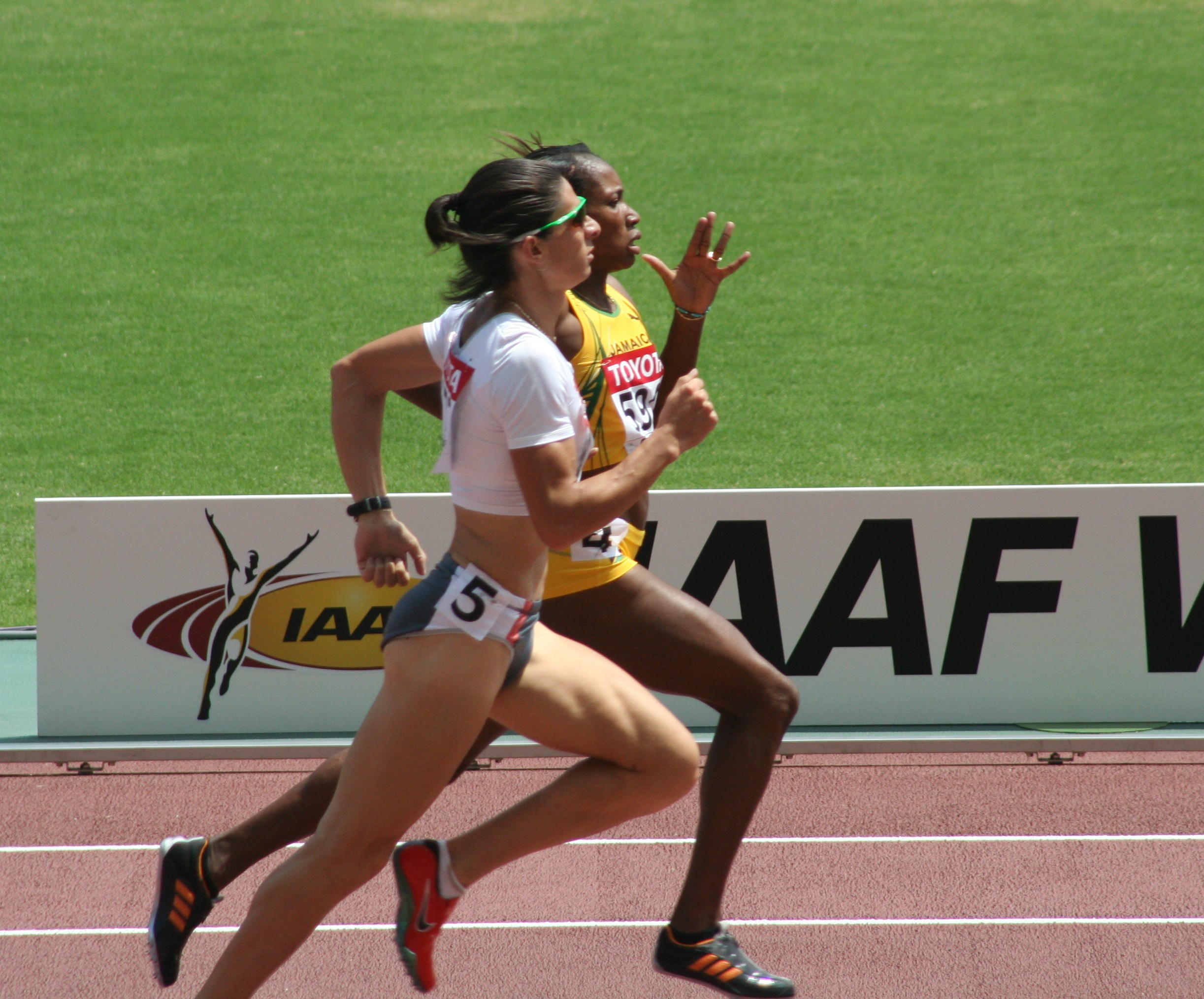
Ana Gabriela Guevara.

Este deporte está regido por la Federación Mexicana de Asociaciones de Atletismo (FMAA), con sede en la Ciudad de México; fundada en 1925 (afiliada a la IAAF desde 1933), está integrada por 35 asociaciones, las cuales son 31 estatales, una por la Ciudad de México, y tres por instituciones públicas (el Instituto Mexicano del Seguro Social, la Universidad Nacional Autónoma de México y el Instituto Politécnico Nacional). Para su operación, se divide en siete comisiones: Marcha, Ruta y campo traviesa, Fondo y medio fondo, Saltos y lanzamientos, Velocidad y vallas, Área técnica y Atletas máster.
Los atletas mexicanos han participado en quince de las dieciocho ediciones del Campeonato Mundial de Atletismo, en las que han obtenido 13 medallas (3 de oro, 3 de plata y 7 de bronce). En tanto que dentro de los Juegos Olímpicos, 11 de las 78 medallas de México provienen de este deporte, siendo la cosecha de 3 de oro, 6 de plata y 2 de bronce. 
La mayoría de las preseas en ambas competencias provienen de la disciplina de marcha, ya sea en su modalidad de 20 o 50 km; en el caso de los Juegos Olímpicos, solo la medalla de plata en los 400 m femenil de Atenas 2004 conseguida por Ana Gabriela Guevara, fue lograda en una categoría distinta. 
En los Mundiales de Atletismo sobresalen fuera de la marcha, la medalla de plata en la prueba de Maratón conseguida por Dionicio Cerón en Gotemburgo 1995; la medalla de bronce en los 400 m varonil de Alejandro Cárdenas en Sevilla 1999; las tres conseguidas por Ana Gabriela Guevara en la prueba de 400 m femenil: bronce en Edmonton 2001, oro en París 2003 y bronce en Helsinki 2005; así como la única en una disciplina de campo, el bronce en la prueba de salto de longitud por Luis Rivera en Moscú 2013.
En la marcha destacan los casos de Ernesto Canto, primer deportista mexicano en lograr la doble corona (Campeón mundial en Helsinki 1983 y campeón olímpico en Los Ángeles 1984) dentro de la prueba de 20 km; Los campeones olímpicos Daniel Bautista (20 km en Montreal 1976) y Raúl González Rodríguez (50 km en Los Ángeles 1984); y el campeón del mundo Daniel García de Atenas 1997. La última medalla olímpica obtenida en esta disciplina fue la plata en la marcha de 20 km de María Guadalupe González en Río 2016.
Hasta en siete ocasiones, ha estado en manos de un marchista mexicano el récord mundial de los 20 km (Daniel Bautista -cuatro veces-, Domingo Colín, Carlos Mercenario y Bernardo Segura) y en dos más el récord mundial de 50 km (ambas por Raúl González). 
De la Serie World Marathon Majors (Maratón de Nueva York, Maratón de Boston, Maratón de Chicago, Maratón de Berlín y Maratón de Londres), 10 ediciones han sido ganadas por maratonistas mexicanos: Dionicio Cerón ganó el de Londres en 1994, 1995 y 1996; Adriana Fernández venció en Nueva York en 1999, Germán Silva obtuvo el primer lugar en Nueva York en 1994 y 1995, en este mismo certamen habían llegado en primer lugar con anterioridad Salvador García (1991) y Andrés Espinosa (1993), mientras que Alejandro Cruz en 1988 y Martín Pitayo en 1990 ganaron el de Chicago.
El Maratón Internacional de la Ciudad de México es la prueba atlética internacional más importante del país, se celebra cada año desde 1983 por las calles de la Ciudad de México. La carrera se desarrolla el último domingo del mes de agosto desde 2013 (anteriormente era el último domingo de septiembre). El trayecto de la ruta es un circuito que comienza en el Zócalo, posteriormente recorre la calle 5 de mayo, Avenida Juárez, el Paseo de la Reforma,  y se adentra en la zona de Polanco, Chapultepec; incluyendo en este recorrido numerosos lugares importantes e históricos de la ciudad como el Ángel de la Independencia y el Palacio de Bellas Artes, entre otros. Posteriormente la ruta se dirige al sur de la Ciudad hasta Mixcoac, donde retorna por la Avenida de los Insurgentes, regresando hasta el Paseo de la Reforma, finalmente la meta se encontraba en el Zócalo de la Ciudad de México. Entre 2013 y 2018 se repetía la ruta del maratón olímpico de México 1968 teniendo como meta el Estadio Olímpico Universitario. Desde 2019 la ruta se invirtió para que el mejor aprovechamiento de esta para todos los participantes, es decir, comienza en Ciudad Universitaria y concluye en el Zócalo.
La sede del Campeonato Mundial de Atletismo de 1997 había sido originalmente otorgada a la Ciudad de México en agosto de 1994; no obstante el 15 de marzo de 1995 el gobierno mexicano renunció a la misma debido a los problemas financieros derivados de la crisis económica vigente en ese momento.

###### Campeones Mundiales
| Evento                                   | Edición            | Disciplina                | Campeón/a         |
| ---------------------------------------- | ------------------ | ------------------------- | ----------------- |
| Campeonato Mundial de Atletismo          | Helsinki 1983      | 20 km marcha              | Ernesto Canto     |
| Campeonato Mundial de Atletismo          | Atenas 1997        | 20 km marcha              | Daniel García     |
| Campeonato Mundial de Atletismo          | París 2003         | 400 m                     | Ana Guevara       |
| Campeonato Mundial de Atletismo Sub-20   | Sudbury 1988       | 10 000m marcha            | Alberto Cruz      |
| Campeonato Mundial de Atletismo Sub-20   | Lisboa 1994        | 10 000m marcha            | Jorge Segura      |
| Campeonato Mundial de Atletismo Sub-20   | Santiago 2000      | 10 000m marcha            | Cristian Berdeja  |
| Campeonato Mundial de Atletismo Sub-20   | Tampere 2018       | 10 000m marcha            | Alegna González   |
| Campeonato Mundial de Atletismo Sub-20   | Tampere 2018       | Salto de altura           | Roberto Vílches   |
| Campeonato Mundial de Atletismo Sub-20   | Nairobi 2021       | 10 000m marcha            | Sofía Ramos       |
| Campeonato Mundial de Atletismo Sub-20   | Cali 2022          | 10 000m marcha            | Karla Serrano     |
| Campeonato Mundial de Marcha por Equipos | Milton Keynes 1977 | 20 km marcha              | Daniel Bautista   |
| Campeonato Mundial de Marcha por Equipos | Milton Keynes 1977 | 50 km marcha              | Raúl González     |
| Campeonato Mundial de Marcha por Equipos | Milton Keynes 1977 | Equipo Masculino          | México            |
| Campeonato Mundial de Marcha por Equipos | Eschborn 1979      | 20 km marcha              | Daniel Bautista   |
| Campeonato Mundial de Marcha por Equipos | Eschborn 1979      | 50 km marcha              | Martín Bermúdez   |
| Campeonato Mundial de Marcha por Equipos | Eschborn 1979      | Equipo Masculino          | México            |
| Campeonato Mundial de Marcha por Equipos | Valencia 1981      | 20 km marcha              | Ernesto Canto     |
| Campeonato Mundial de Marcha por Equipos | Valencia 1981      | 50 km marcha              | Martín Bermúdez   |
| Campeonato Mundial de Marcha por Equipos | Bergen 1983        | 50 km marcha              | Martín Bermúdez   |
| Campeonato Mundial de Marcha por Equipos | Nueva York 1987    | 20 km marcha              | Carlos Mercenario |
| Campeonato Mundial de Marcha por Equipos | San José 1991      | 50 km marcha              | Carlos Mercenario |
| Campeonato Mundial de Marcha por Equipos | Monterrey 1993     | 20 km marcha              | Daniel García     |
| Campeonato Mundial de Marcha por Equipos | Monterrey 1993     | 50 km marcha              | Carlos Mercenario |
| Campeonato Mundial de Marcha por Equipos | Monterrey 1993     | 20 km Equipo Masculino    | México            |
| Campeonato Mundial de Marcha por Equipos | Monterrey 1993     | 50 km Equipo Masculino    | México            |
| Campeonato Mundial de Marcha por Equipos | Monterrey 1993     | Trofeo Lugano             | México            |
| Campeonato Mundial de Marcha por Equipos | Beijing 1995       | 50 km Equipo Masculino    | México            |
| Campeonato Mundial de Marcha por Equipos | Beijing 1995       | Trofeo Lugano             | México            |
| Campeonato Mundial de Marcha por Equipos | Mézidon-Canon 1999 | 20 km marcha              | Bernardo Segura   |
| Campeonato Mundial de Marcha por Equipos | Naumburg 2004      | 10 km Equipo Masculino Jr | México            |
| Campeonato Mundial de Marcha por Equipos | Roma 2016          | 10 km Equipo Masculino Jr | México            |
| Campeonato Mundial de Marcha por Equipos | 20 km marcha       | Guadalupe González        |                   |
| Campeonato Mundial de Marcha por Equipos | 20 km marcha       | Guadalupe González        | Taicang 2018      |
| Campeonato Mundial de Marcha por Equipos | 10 km Jr marcha    | Alegna González           |                   |

### Organismo Regulador
- Federación Mexicana de Asociaciones de Atletismo A.C.

## Automovilismo

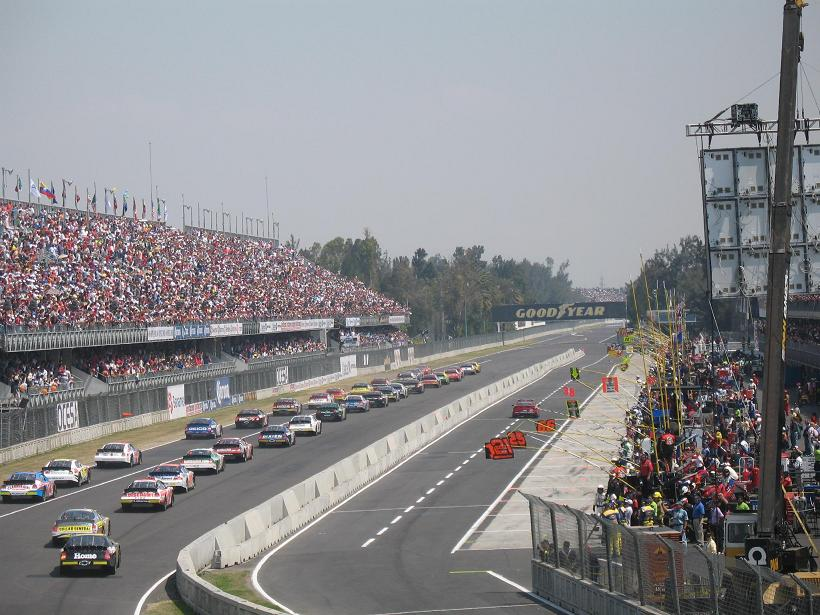
Autódromo Hermanos Rodríguez, escenario de los Grandes premios de Fórmula-1 realizados en México

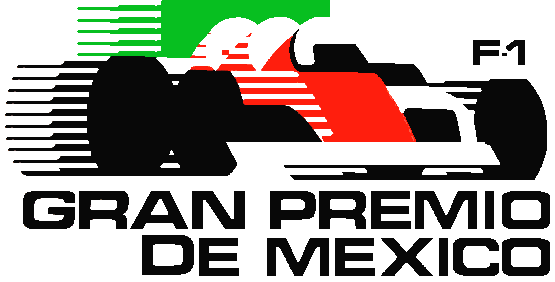
Gran Premio de México

Uno de los deportes que se practican de manera profesional en México es el automovilismo. Su escenario principal es el Autódromo Hermanos Rodríguez, sede del Gran Premio de México, carrera válida para el campeonato mundial de automóviles de Fórmula 1, que se llevó a cabo por primera vez como evento no válido para el título en 1962, para luego ser incluido entre 1963-1970, entre 1986-1992 y a partir de 2015.
Además de la Fórmula 1, en México se han corrido eventos para la CART/Champ Car (Ciudad de México 1980-81, 2002-2007 y en Monterrey 2001-2006), para la NASCAR México Series desde 2004 y la NASCAR Xfinity Series (2005-08). En cuanto a carreras de ruta, se destacan la Baja 1000, el Rally México y anteriormente la Carrera Panamericana como eventos internacionales.
Las grandes figuras de este deporte en México son los hermanos Rodríguez y Sergio Pérez. Pedro Rodríguez de la Vega participó en Fórmula 1 de 1963 a 1971 corriendo para Ferrari, Lotus, Cooper y BRM; En total, compitió en 55 grandes premios, obteniendo dos victorias, para ser el primer mexicano en lograrlo; En 1967 piloteando un Cooper se adjudicó el primer lugar del Gran Premio de Sudáfrica y en 1970, con BRM, ganó el Gran Premio de Bélgica; Por otra parte, se destacó en las carreras de resistencia, pues venció en dos de las tres carreras más importantes, cuatro veces en las 24 Horas de Daytona y una en las 24 Horas de Le Mans en 1968. Además, fue clave para que Porsche fuera campeón del Campeonato Mundial de Sport Prototipos en 1970 y 1971.
Ricardo Rodríguez de la Vega incursionó en Fórmula 1 con Ferrari en el Gran Premio de Italia en 1961 siendo el piloto más joven en correr para la escudería italiana con 19 años y 208 días. En ese mismo Gran Premio, se clasifica en segundo lugar, convirtiéndose en el más joven en comenzar en primera fila hasta el Gran Premio de Bélgica de 2016. También venció en la Targa Florio 1950 con Ferrari.
El mayor piloto mexicano en la actualidad y el más exitoso de la historia es Sergio «Checo» Pérez, quien concluyó como subcampeón mundial en la máxima categoría en la temporada 2023. Hasta el final de esta misma, ha logrado un total de seis victorias, 35 podios y tres pole position, convirtiéndose en el segundo mexicano en ganar un Gran Premio después de Pedro Rodríguez y el primero en conseguir una pole. Sus victorias fueron en Sakhir corriendo para Racing Point en 2020, en el Gran Premio de Azerbaiyán de 2021, en el histórico Gran Premio de Mónaco y el Gran Premio de Singapur, ambas en 2021, en Arabia Saudita en 2023 y en el Gran Premio de Azerbaiyán en 2023; estas cinco con Red Bull. Sus tres pole position fueron en el Gran Premio de Arabia Saudita, en 2022 y en 2023 y el Gran Premio de Miami 2023. 
Varios pilotos mexicanos se han destacado en el automovilismo estadounidense. Adrián Fernández fue subcampeón de la categoría de monoplazas CART en 2000, logrando además 11 victorias. Luego fue campeón 2009 en la clase LMP2 de la American Le Mans Series, un campeonato de sport prototipos. Asimismo, Memo Rojas se ha destacado en la clase Prototipos Daytona de la Rolex Sports Car Series a partir de 2007, resultando campeón cuatro veces y subcampeón tres veces. Luis Díaz fue dos veces subcampeón de la Rolex Sports Car Series, y campeón de American Le Mans Series 2009 junto a Fernández. Logró 27 victorias en el campeonato, destacándose tres en las 24 Horas de Daytona. En la actualidad, destacan Patricio O'Ward en IndyCar y Daniel Suárez en NASCAR. O'Ward ha conseguido 4 victorias, 15 podios y 5 pole position en la categoría de monoplazas; su mejor resultado en el campeonato fue un tercer lugar en 2021. Por su parte, Suárez es el único no-estadounidense en ganar una de las tres principales divisiones de NASCAR al ganar la Xfinity Series del 2016. También es el quinto no-estadounidense y el primer mexicano en ganar una carrera en NASCAR Cup en Sonoma en 2022.
El Campeonato Mexicano de Rally es el principal certamen de la especialidad del país. Algunos de los campeones han competido a nivel internacional, tales como Benito Guerra Jr., ganador del Campeonato Mundial de Rally de Automóviles de Producción, y Ricardo Triviño, quien logró podios en dicho certamen y obtuvo el Rally NACAM 2012.

### Organismo Regulador
- Federación Mexicana de Automovilismo Deportivo A.C.

## Bádminton
La historia del bádminton en México se remonta a 1932, cuando Samuel Pesado (fundador de la Sociedad Mexicana del Deporte Vasco) comenzó a jugarlo en su casa. Durante ese mismo año se llevó a cabo la primera exhibición oficial y de competencia, dedicada a la colonia británica en nuestro país. Sin embargo, fue hasta 1936 que es incluido en algunos clubes deportivos en forma organizada, aunque se tiene registro del primer campeonato de bádminton en México en 1933, quedando en primer lugar S. Dabrowski en singles varones y Lena Strackbein en damas.
El Campeonato Nacional Abierto de México es un torneo internacional de bádminton que se ha organizado en México desde 1949.
El Campeonato Nacional Abierto de México es uno de los torneos latinoamericanos más importantes de bádminton junto con los Campeonatos Panamericanos de Bádminton y los Juegos Panamericanos, pues es el torneo internacional de bádminton más antiguo de Latinoamérica.
Por lo que respecta a selecciones nacionales. En 1964 se conformó formalmente la primera e histórica selección nacional que representaría al bádminton mexicano en la Copa Thomas, competición considerada como la Copa del Mundo de bádminton por equipos masculinos, y que es equivalente a la Copa Davis en tenis. El debut fue en contra de Japón y los juegos se disputaron los días 22 y 23 de febrero en el gimnasio urbano del Centro SCOP ubicado en la Colonia Narvarte, Ciudad de México.
La selección mexicana se conformó por nueve badmintonistas, cuyos jugadores, además de estar clasificados como los mejores a nivel nacional en ese año, se les considera, a algunos de ellos, como los máximos exponentes de este deporte a inicios y mediados de la década de los 60 debido a sus triunfos nacionales e internacionales:
- Guillermo Allier

- Antonio Rangel

- Raúl Rangel

- Manuel Ordorica

- Óscar Luján Jr

- Sergio Fraustro

- Guillermo Rossell- Suplente

- Salvador Peniche- Suplente

Cabe destacar que estos nueve atletas fueron los primeros badmintonistas mexicanos en ser oficialmente reconocidos con el título de Jugador Internacional por parte de la entonces International Badminton Federation (hoy Badminton World Federation).
Medallero
| Competencia                                      | Oro | Plata | Bronce |
| ------------------------------------------------ | --- | ----- | ------ |
| Campeonato Panamericano de Bádminton             | 1   | -     | -      |
| Campeonato Junior Panamericano de Bádminton      | 10  | -     | -      |
| Torneo Panamericano de Bádminton                 | -   | -     | 4      |
| Torneo Centroamericano y del Caribe de Bádminton | 6   | 5     | 11     |
| Abierto Mexicano de Bádminton                    | 33  | -     | -      |

### Organismo Regulador
- Asociación Mexicana de Bádminton A.C.

## Básquetbol

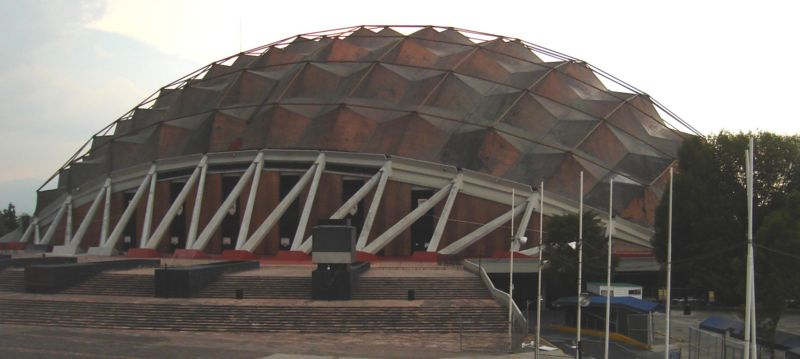
Palacio de los Deportes en la Ciudad de México

El tercer deporte de conjunto que se practica de manera profesional en México es el básquetbol (también pronunciado y escrito, en México, sin acentuación en la «a»). Actualmente la liga más importante en el país en este deporte es la Liga Nacional de Baloncesto Profesional (LNBP), y en la rama femenil la Liga Mexicana de Baloncesto Profesional Femenil (LMBPF).
El éxito internacional más grande para este deporte en México fue la medalla de bronce de la selección nacional en el Torneo olímpico de Berlín 1936.
Cinco mexicanos han jugado en la NBA: Horacio Llamas, Eduardo Nájera, Gustavo Ayón, Jorge Gutiérrez y Juan Toscano-Anderson.
Selección Mexicana de Basquetbol Masculina
| Competencia                | Selección       | Campeón | Subcampeón | Semifinalista         |
| -------------------------- | --------------- | ------- | ---------- | --------------------- |
| Torneo Olímpico            | Absoluta        | -       | -          | 1 (Medalla de Bronce) |
| Campeonato FIBA Américas   | Absoluta        | 1       | -          | 1                     |
| Torneo Panamericano        | Panamericana    | -       | 3          | 1 (Medalla de Bronce) |
| Torneo Centroamericano     | Centroamericana | -       | 1          | -                     |
| Centrobasket               | Absoluta        | 3       | 4          | 8                     |
| Centrobasket U-17          | Sub-17          | -       | 3          | 1                     |
| Campeonato FIBA COCABA     | Absoluta        | 4       | -          | -                     |
| Copa William Jones         | Absoluta        | 1       | -          | -                     |
| Copa Continental Stankovic | Absoluta        | -       | 1          | -                     |

Selección Mexicana de Basquetbol Femenina
| Competencia                         | Selección       | Campeón | Subcampeón | Semifinalista |
| ----------------------------------- | --------------- | ------- | ---------- | ------------- |
| Campeonato Sub-16 FIBA Américas     | Sub-16          | -       | -          | 2             |
| Campeonato FIBA Américas            | Absoluta        | -       | -          | 2             |
| Centrobasket                        | Absoluta        | 2       | 7          | 7             |
| Torneo Panamericano                 | Panamericana    | -       | 2          | 3             |
| Campeonato FIBA COCABA              | Absoluta        | 3       | -          | 1             |
| Torneo Centroamericano y del Caribe | Centroamericana | 1       | -          | 1             |

### Organismos y Ligas
- Federación Mexicana de Baloncesto
- Asociación Deportiva Mexicana de Básquetbol
- Selección de baloncesto de México
- Liga Nacional de Baloncesto Profesional de México
- Circuito Mexicano de Básquetbol
- Circuito de Baloncesto de la Costa del Pacífico
- Liga de Baloncesto del Sureste
- Circuito de Básquetbol del Noreste
- Liga Premier de Baloncesto
- Liga de Básquetbol Estatal de Chihuahua
- Circuito de Baloncesto del Pacífico
- Liga Nacional de Baloncesto Profesional Femenil de México
- Liga Mexicana de Baloncesto Profesional Femenil
- Copa Independencia

## Béisbol

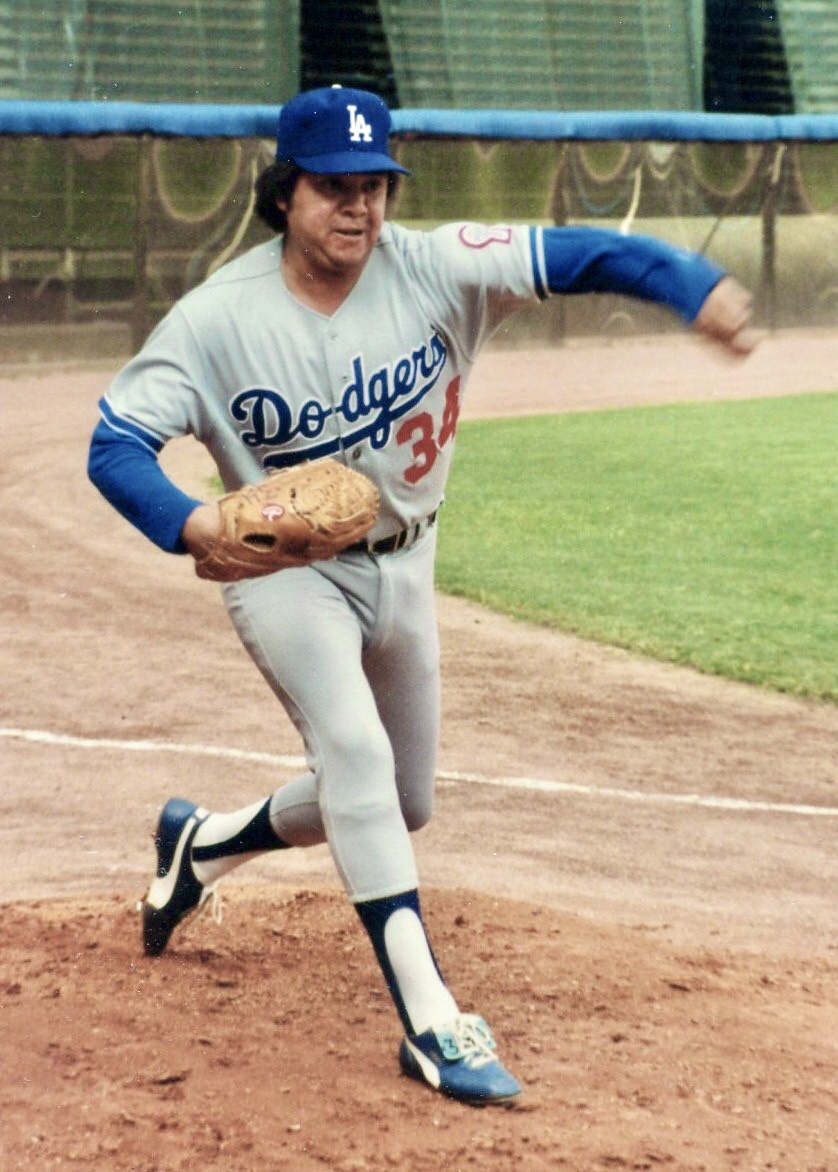
Fernando Valenzuela ganador del Cy Young en la temporada 1981 de las grandes ligas.

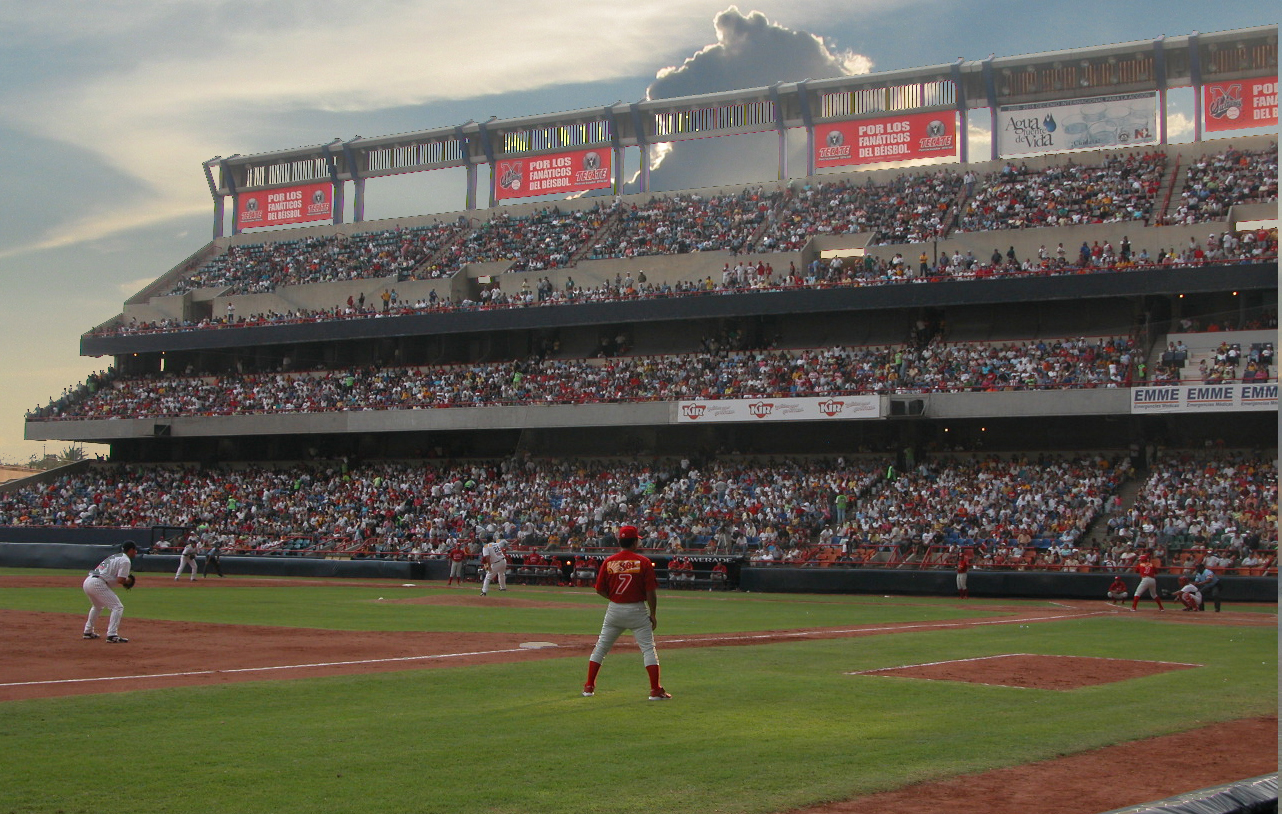
El Estadio de Béisbol Monterrey, popularmente conocido bajo el nombre comercial de «Estadio Mobil Super».

Otro deporte con gran tradición profesional es el béisbol (escrito y pronunciado beisbol, localmente), el cual según las últimas encuestas es el tercer deporte más popular en México. El béisbol es el deporte más popular en las regiones norte y sureste, así como uno de los que más participaciones destacadas en competencias internacionales profesionales (junto con el boxeo) le han dado a México. 
México cuenta con varias ligas profesionales, entre las que destacan la Liga Mexicana de Béisbol (LMB) y la Liga Mexicana del Pacífico (LMP). La popularidad de la LMB se debe a que los equipos con los que cuenta están distribuidos por casi todo el país; es la de mayor tradición, pues fue fundada en 1925; y ha aportado la mayoría de los peloteros mexicanos que llegan a las Grandes Ligas, está afiliada a las Ligas Menores de los Estados Unidos bajo la clasificación 'AAA' y tiene su propia academia de desarrollo de talentos ubicada en El Carmen, Nuevo León; la conforman actualmente 16 equipos divididos en 2 zonas (Zona Norte y Zona Sur). 
La LMP se juega en invierno, por lo que su temporada es más corta y recibe a algunos de los peloteros (mexicanos y extranjeros) que en verano están jugando en las Grandes Ligas; está integrada por equipos de Baja California, Jalisco, Sinaloa y Sonora, tiene importancia a nivel nacional, debido a que el equipo campeón representa a México en el mayor evento beisbolístico de la región, la Serie del Caribe, en la que también juegan los campeones de las ligas de Cuba, Puerto Rico, República Dominicana y Venezuela. Esta competencia ha redituado nueve campeonatos de la región al béisbol mexicano.
Selección Mexicana de Béisbol.
| Competencia                         | Campeón | Subcampeón | Semifinalista |
| ----------------------------------- | ------- | ---------- | ------------- |
| Copa Mundial de Béisbol             | -       | 4          | 1             |
| Clásico Mundial de Béisbol          | -       | -          | 1             |
| Torneo Panamericano                 | -       | -          | 4             |
| Torneo Centroamericano y del Caribe | 1       | 6          | 3             |
| Copa América                        | -       | -          | 1             |

El mayor resultado de la selección mexicana en el Clásico Mundial de Béisbol se dio en 2023 cuando consiguió el tercer lugar, después de conseguir victorias históricas ante Estados Unidos, en la primera ronda, y Puerto Rico en cuartos de final, perder en semifinales con Japón y quedar en tercer lugar con 4 victorias y 2 derrotas superando las 3 victorias y 3 derrotas de Cuba que terminó en cuatro lugar.
Otra buena actuación ocurrió en el Clásico Mundial de Béisbol 2006, cuando el combinado mexicano dio la grata sorpresa al avanzar el primero en su grupo, para ser eliminado en la siguiente ronda al perder ante Japón y Corea del Sur, no sin antes eliminar a los Estados Unidos, el anfitrión del evento.
Alrededor de 129 peloteros mexicanos han jugado en las Grandes Ligas de Béisbol, destacando entre ellos Roberto Ávila (campeón de bateo en 1954 de la Liga Americana), Fernando Valenzuela (Premio Cy Young de 1981 en la Liga Nacional), Aurelio Rodríguez, Vinicio Castilla y Adrián González.

### Organismos y Ligas
- Federación Mexicana de Béisbol
- Selección de béisbol de México
- Liga Mexicana de Béisbol
- Liga Mexicana del Pacífico
- Liga Invernal Veracruzana
- Liga Invernal de Béisbol Nayarita
- Liga Norte de México
- Liga Norte de Sonora
- Liga Mayor de Béisbol de La Laguna
- Liga Estatal de Béisbol de Chihuahua
- Liga del Norte de Coahuila
- Liga Invernal Mexicana
- Liga Peninsular de Béisbol
- Liga Meridana de Invierno
- Liga Veracruzana Estatal de Béisbol
- Juego de Estrellas de la LMB
- Juego de Estrellas de la LMP
- Serie Campeón de Campeones
- Serie Nacional Invernal

## Boxeo

Interior de la Arena México, el mayor escenario boxístico del país en la segunda mitad del.

México es la segunda potencia mundial en boxeo (solo por detrás de Estados Unidos), y a lo largo de su historia ha tenido alrededor de más de ciento cincuenta campeones mundiales con más de doscientos campeonatos mundiales conseguidos en total. Las categorías de peso que han aportado mayor cantidad de campeones han sido los más livianos como el pluma con 27 campeones, el minimosca con 24, el supergallo con 22 campeonatos y el gallo con 21. 
Las regiones Noreste y Noroeste ha tenido mucho que ver en el boxeo nacional, pues este es de tradición y de sitios destacados, como Mexicali (Baja California) que es una gran plaza boxística, ciudad que llegó a tener hasta cinco campeones al mismo momento. Por otro lado, el barrio bravo de Tepito en la Ciudad de México, de donde surgieron grandes boxeadores.
En los Juegos Olímpicos, el país no ha tenido la superioridad que tiene en campeonatos mundiales, principalmente debido a que, hasta Río 2016, solo podían participar pugilistas amateurs. Aun así, México ha conseguido catorce medallas: 2 de oro, 4 de plata y 8 de bronce, siendo el segundo deporte que más medallas ha proporcionado al país. Así mismo, México no tiene buen rendimiento en el Campeonato Mundial de Boxeo Aficionado, las únicas dos medallas de bronce que tiene han sido conseguidas por Óscar Valdez en 2009 y Rogelio Romero en 2023.
Además, México cuenta con 18 boxeadores inscritos en el Salón Internacional de la Fama del Boxeo en Canastota, Nueva York. Entre los boxeadores profesionales masculinos más destacados se encuentran: Ricardo «El Finito» López, Raúl «El Ratón» Macías, Julio César Chávez, Salvador «Sal» Sánchez, Rubén «El Púas» Olivares, Lauro «Tigrillo» Salas, Carlos «El Cañas» Zárate, Érik «El Terrible» Morales, Saúl «Canelo» Álvarez, Jorge «El Travieso» Arce, entre otros. A finales del siglo pasado, el boxeo femenil experimentó un auge con la aparición de una nueva generación de púgiles como Jessica Chávez, Jackie Nava, Zulina Muñoz, Brianda Tamara Cruz, Alejandra Jiménez, Mariana «La Barby» Juárez y Arely «La Ametralladora» Muciño. Entre ellas destaca Yesica Nery Plata, quien esta clasificada por BoxRec como la mejor boxeadora mexicana de la historia.

## Charrería

Charrería

El deporte nacional mexicano es la charrería. Este deporte es derivado de las faenas de los vaqueros en las haciendas ganaderas. Su origen data de la época colonial, y se atribuye a Maximiliano de Habsburgo, segundo emperador de México, la creación del traje de charro en su forma definitiva. La práctica de la charrería está limitada a un sector muy pequeño de la población, debido al elevado costo de la manutención del caballo y de los aperos necesarios (indumentaria, accesorios). El reconocimiento como deporte nacional fue otorgado por decreto presidencial en 1933, por el general Abelardo L. Rodríguez, presidente de la República. También sus variantes como el rodeo y jaripeo ranchero son comunes en las fiestas de los pueblos.

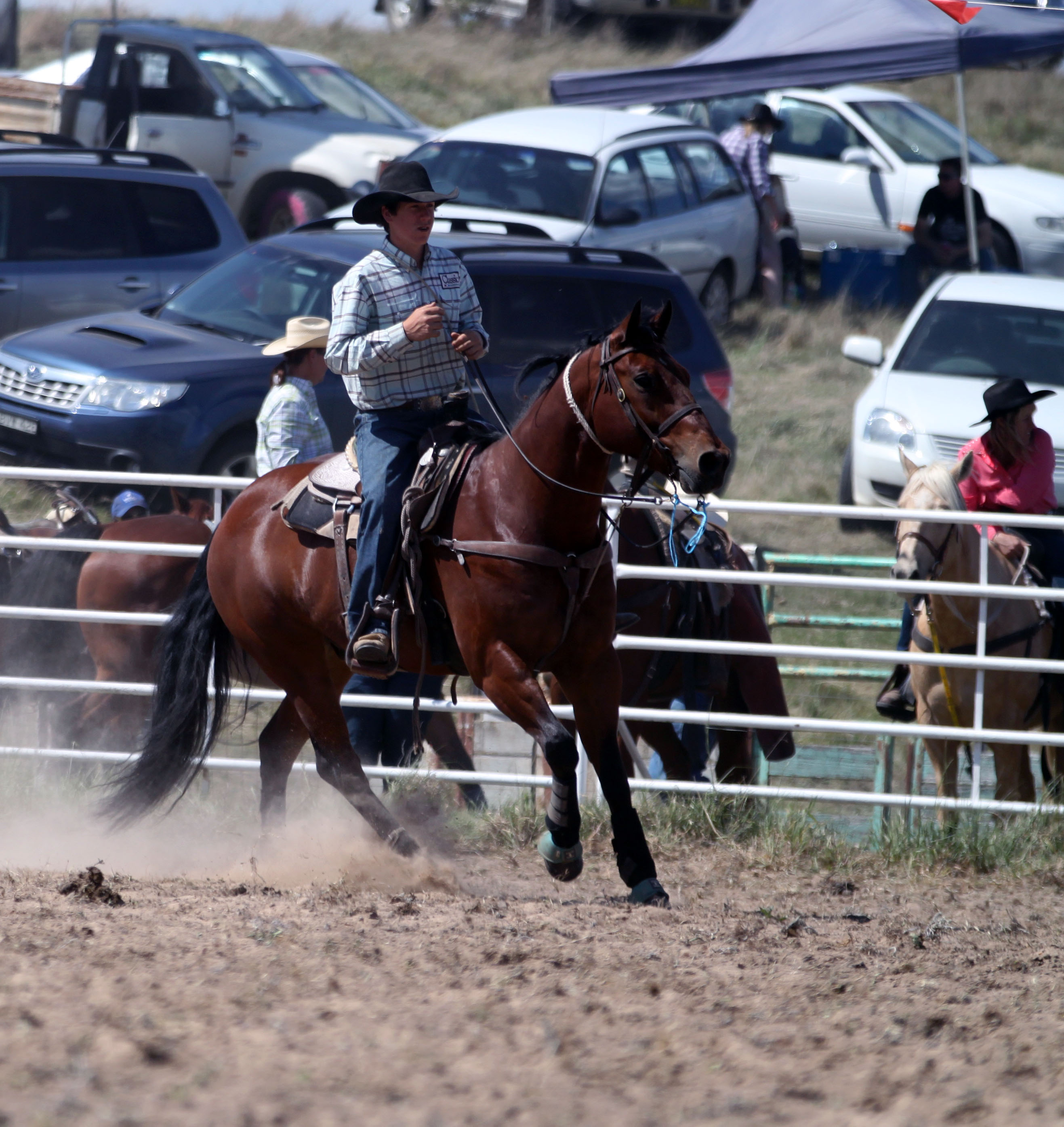
Rodeo

Como escuela hípica-rural, la Charrería se origina en los Llanos de Apan, México. Como deporte surge tras la reforma agraria de principios del siglo XX, cuando los antiguos terratenientes emigran a las Ciudades principalmente de México y Guadalajara. En ellas se organizan en asociaciones de charros que gradualmente se extienden por todo el país dando lugar a la Charrería Organizada. Esta práctica está basada en las actividades tradicionales de la ganadería, como ha sucedido en otros casos, ya que las actividades ecuestres y ganaderas son el origen de deportes en varios países de América y del resto del mundo.
A partir del 1 de diciembre de 2016, la Charrería fue inscrita en la Lista Representativa del Patrimonio Cultural Inmaterial de la Humanidad de la UNESCO, en la undécima sesión de este organismo celebrado en Addis Abeba, Etiopía.
- Federación Mexicana de Charrería
- Federación Mexicana de Rodeo

## Ciclismo
La Vuelta a México era la competencia ciclista más importante del país creada en 1948 (con múltiples cancelaciones, la última edición realizada es de 2015). Su organización estaba a cargo de la Federación Mexicana de Ciclismo, en coordinación con la Comisión Nacional de Cultura Física y Deporte (Conade). En el plano internacional, lo más destacado que ha tenido el ciclismo de ruta mexicano fue el subcampeonato de Isaac Del Toro en la edición 2025 del Giro de Italia.
México ha obtenido 11 medallas en el mundial de ciclismo de pista, 1 de oro, 6 de plata y 4 de bronce, al igual que una medalla de bronce en los Juegos Olímpicos de la Juventud de 2010 en las ruedas de Ingrid Drexel. En el campeonato panamericano, se han conseguido 9 medallas de oro, 12 de plata y 12 de bronce.[cita requerida]

### Organismo Regulador
- Federación Mexicana de Ciclismo

### Velódromos
- Velódromo Aguascalientes Bicentenario
- Velódromo Radamés Treviño
- Velódromo Olímpico Agustín Melgar
- Velódromo Panamericano

## Esquí
El esquí alpino en México es considerado como un deporte de élite, muy pocos mexicanos practican los deportes invernales por la falta de difusión e instalaciones dentro del territorio de ese país. Paradójicamente, México es un país en donde la nieve es común, la nieve suele estar presente en zonas serranas o montañosas del centro y del norte del país. Sin embargo, solo pocos estados de la República Mexicana tienen las condiciones ideales para la práctica del esquí como deporte invernal.
Entre las áreas de México donde se capta una alta precipitación de nieve y hielo en el invierno y cuyas pendientes montañosas no tienen mucha verticalidad destacan:

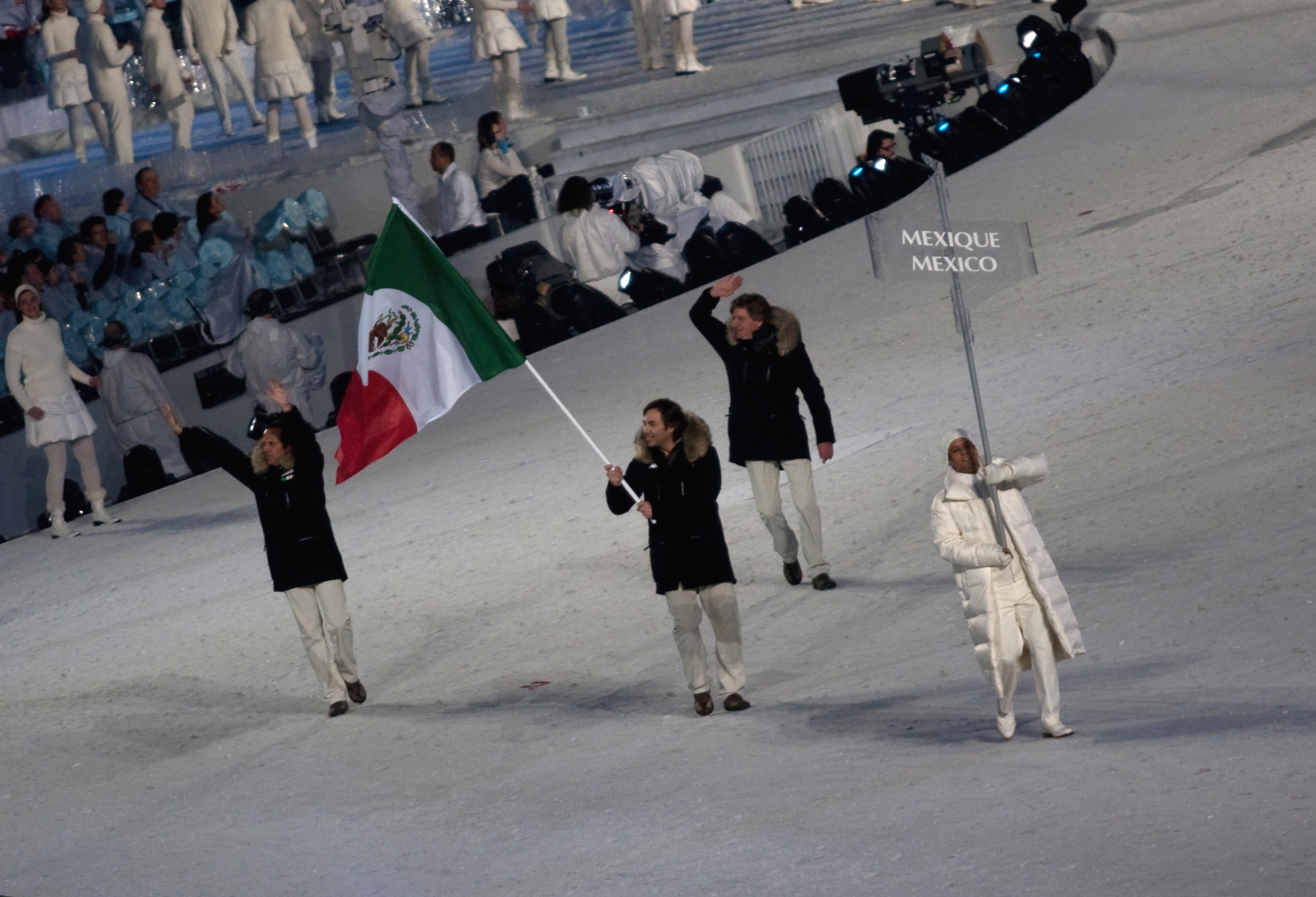
Delegación Mexicana en los Juegos Olímpicos de Sochi 2014

- La Sierra de Juárez, en el estado de Baja California
- La Sierra de la Marta, en el estado de Coahuila
- La Sierra de Las Cruces y Nevado de Toluca, en el estado de México
- La Sierra Madre Occidental, en los estados de Durango, Chihuahua, Sinaloa y Sonora
- La Sierra Nevada, en los estados de México, Puebla y Morelos
- La Sierra de San Pedro Mártir, en el estado de Baja California
- La Sierra Tarahumara, en el estado de Chihuahua

Los mexicanos que practican deportes invernales lo hacen principalmente en Estados Unidos, cuyas estaciones de esquí son las más cercanas y lo practican principalmente en los estados de Colorado, Nuevo México, Arizona, California o Utah, desembolsando bastante dinero para realizar sus vacaciones invernales. Otros mexicanos practican esquí en países como Canadá, Suiza, Austria, España, Andorra, Francia, Chile o Argentina.
El mayor exponente del esquí alpino mexicano es Hubertus Von Hohenlohe, ha participado en todos los mundiales de esquí alpino, y el único exponente de esta especialidad en los Juegos Olímpicos de Invierno.

### Organismo regulador
- Federación Mexicana de Esquí
- Federación Mexicana de Deportes Invernales

## Fútbol

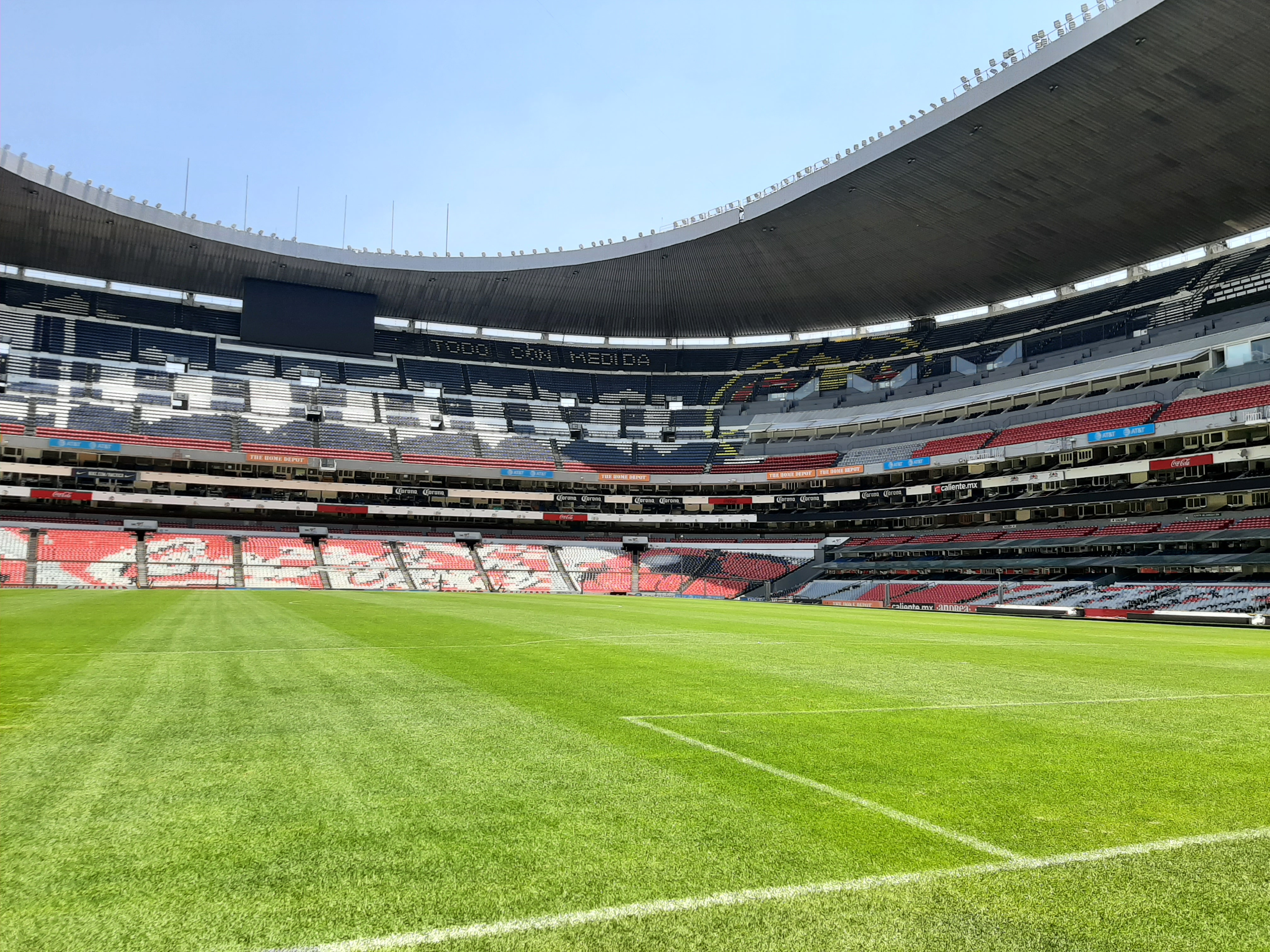
El Estadio Azteca sede de 19 partidos mundialistas y dos finales en las ediciones de 1970 y 1986. Ambos datos representan una marca entre los escenarios mundialistas.

Regido por la Federación Mexicana de Fútbol Asociación (fundada en 1922 y afiliada a FIFA en 1929). Profesionalmente, el deporte que tiene más difusión es el fútbol (pronunciado y escrito, en México, sin acentuación en la «u»). La liga mexicana está compuesta por cuatro divisiones. Al concluir un ciclo (compuesto por torneo de apertura y clausura), el equipo con peor porcentaje de cada división desciende a la inmediatamente inferior, y de ella, el campeón accede al siguiente escalón.
El torneo de la Liga MX es el que acapara la atención de los medios masivos de comunicación. Está integrado por dieciocho equipos en una tabla general, de los cuales los mejores diez al final de la fase regular, jugada a una vuelta, tienen derecho a disputar la liguilla (un torneo a eliminación directa, jugado en partidos de ida y vuelta) por el título de campeón. Al tiempo que se disputa el Campeón de Campeones entre los ganadores de la liga en el ciclo futbolístico. Entre los clubes más ganadores de ese país se encuentran el América (20 Ligas, 7 Copas y 7 de Campeón de Campeones y una Supercopa de la Liga MX) y el Guadalajara (12 Ligas, 4 Copas, 7 de Campeón de Campeones y una Supercopa MX). Simultáneamente clubes mexicanos participan en competiciones internacionales como la Copa de Campeones de la Concacaf, y las extintas Recopa de la Concacaf y Copa de Gigantes de la Concacaf; entre 1998 y 2016, asistieron a la Copa Libertadores y Copa Sudamericana de la CONMEBOL; como campeones de la zona accedieron a la Copa Interamericana que se disputó entre 1968 y 1998, hoy tal cetro les permite disputar la Copa Mundial de Clubes y la Copa Intercontinental de la FIFA. En el certamen de la zona resaltan los clubes mexicanos como dominadores del área, siendo América el máximo ganador de la justa con siete campeonatos. En torneos internacionales los clubes mexicanos han obtenido los siguientes resultados:
| Competencia                       | Títulos | Subtítulos | Tercer lugar |
| --------------------------------- | ------- | ---------- | ------------ |
| Copa de Campeones de la Concacaf  | 40      | 20         | 21           |
| Copa Interamericana               | 3       | 5          | n/a          |
| Copa de Gigantes de la Concacaf   | 1       | -          | -            |
| Recopa de la Concacaf             | 3       | -          | 1            |
| Copa Sudamericana                 | 1       | 2          | 2            |
| Copa Libertadores                 | -       | 3          | 5            |
| Copa Mundial de Clubes de la FIFA | -       | 1          | 3            |
| Derbi de las Américas de la FIFA  | 1       | -          | n/a          |

La selección de fútbol de México masculina ha participado en 17 Copas del mundo en las que ha cumplido con discretas actuaciones, destacando los sextos lugares alcanzados en las ediciones mundialistas en las que fungió como local: 1970 y 1986. Ha participado en la mayor parte de los torneos de selecciones nacionales organizados por su confederación (CONCACAF) coronándose como campeón en 13 ediciones; 3 del extinto Campeonato de Naciones de la Concacaf en 1965, 1971 y 1977 y 10 de la actual Copa de Oro de la Concacaf en 1993, 1996, 1998, 2003, 2009, 2011, 2015, 2019, 2023 y 2025. Sin embargo su mayor éxito internacional es el título de la Copa FIFA Confederaciones 1999 y los subcampeonatos de Copa América en 1993 y 2001, cuando el "Tri" participó del torneo sudamericano. La selección mexicana de fútbol sub-17 se coronó en el Campeonato Mundial celebrado en Perú 2005 y en el Mundial de 2011 siendo locales. Además la selección sub-23 obtuvo la medalla de oro en el Torneo olímpico de los Juegos de Londres 2012. En suma este es el palmarés de todas sus selecciones nacionales:
| Competencia                           | Selección       | Campeón | Subcampeón | Semifinalista |
| ------------------------------------- | --------------- | ------- | ---------- | ------------- |
| Copa FIFA Confederaciones             | Absoluta        | 1       | 1          | 2             |
| Copa Oro de la Concacaf               | Absoluta        | 10      | 2          | 5             |
| Campeonato de Naciones de la Concacaf | Absoluta        | 3       | 1          | 3             |
| Liga de Naciones de la Concacaf       | Absoluta        | -       | 2          | 1             |
| Copa NAFC                             | Absoluta        | 3       | 1          | -             |
| Torneo Olímpico                       | Sub-23          | 1       | -          | 2             |
| Torneo Panamericano                   | Panamericana    | 4       | 4          | 4             |
| Torneo Centroamericano y del Caribe   | Centroamericana | 7       | 6          | 1             |
| Torneo Preolímpico de CONCACAF        | Sub-23          | 8       | 1          | 1             |
| Campeonato Sub-20 de la Concacaf      | Sub-20          | 14      | 3          | 2             |
| Copa Mundial de Fútbol Sub-20         | Sub-20          | -       | 1          | 1             |
| Campeonato Sub-17 de CONCACAF         | Sub-17          | 9       | 1          | 1             |
| Copa Mundial de Fútbol Sub-17         | Sub-17          | 2       | 2          | 1             |
| Copa México de Naciones               | Sub-15          | 3       | -          | 1             |

Selección Femenil
La selección femenina de fútbol mexicana ha participado en tres ocasiones, los resultados de las selecciones son los siguientes:
| Competencia                         | Selección       | Campeón | Subcampeón | Semifinalista |
| ----------------------------------- | --------------- | ------- | ---------- | ------------- |
| Mundial Femenino                    | Absoluta        | -       | -          | -             |
| Copa de Oro Femenina                | Absoluta        | -       | 2          | 4             |
| Torneo Panamericano                 | Panamericana    | 1       | 1          | 3             |
| Torneo Centroamericano y del Caribe | Centroamericana | 3       | -          | -             |
| Mundial Femenino Sub-17             | Sub-17          | -       | 1          | -             |
| Torneo olímpico de la Juventud      | Sub-15          | -       | -          | 1             |
| Campeonato Sub-20 de CONCACAF       | Sub-20          | 2       | 4          | 5             |
| Campeonato Sub-17 de CONCACAF       | Sub-17          | 1       | 4          | 2             |
| Campeonato Sub-15 de CONCACAF       | Sub-15          | -       | -          | 1             |

Selección de Fútbol de Playa
| Competencia                       | Selección | Campeón | Subcampeón | Semifinalista |
| --------------------------------- | --------- | ------- | ---------- | ------------- |
| Copa del Mundo de Fútbol de Playa | Playa     | -       | 1          | -             |
| Campeonato Joint                  | Playa     | -       | -          | 1             |
| Campeonato CONCACAF               | Playa     | 3       | -          | 4             |
| Copa Latina                       | Playa     | -       | -          | 1             |

Selección de Fútbol de Sala
| Competencia                   | Selección | Campeón | Subcampeón | Semifinalista |
| ----------------------------- | --------- | ------- | ---------- | ------------- |
| Campeonato CONCACAF de Futsal | Futsal    | -       | -          | 4             |

Ligas Profesionales
Las otras ligas profesionales son: La Liga de Expansión MX (que reemplazó en 2020 al Ascenso MX), la Segunda División y la Tercera División. Cuenta con un extenso Sector Amateur compuesto por diversas asociaciones estatales, ligas juveniles, femeniles, infantiles, estudiantiles, de fútbol sala, rápido y playa.

### Organismos y Ligas
- Federación Mexicana de Fútbol Asociación
- Selección de fútbol de México
- Selección femenina de fútbol de México
- Liga BBVA Bancomer MX
- Copa MX
- Campeón de Campeones
- Supercopa de México
- Ascenso MX
- Segunda División de México
- Serie A de México
- Serie B de México
- Tercera División de México
- Liga Mexicana de Fútbol Femenil
- Primera División Femenil de México
- Campeonato Nacional Amateur
- Liga de Balompié Mexicano

## Fútbol americano
El fútbol americano en México es el quinto deporte más popular en el país. Las máximas competiciones son la Liga de Fútbol Americano Profesional (LFA) y la Liga Fútbol Americano de México (FAM); y a nivel colegial la Organización Nacional Estudiantil de Fútbol Americano (ONEFA) y la Comisión Nacional Deportiva Estudiantil de Instituciones Privadas de Fútbol Americano (CONADEIP). Es probable que el fútbol americano llegara a México a principios del siglo XX por jóvenes mexicanos que regresaron de Estados Unidos, de donde es originario este deporte, poniendo en práctica este deporte. Catorce mexicanos han jugado en la NFL. El máximo exponente de este deporte en México es el lagunero Raúl Allegre, quien ganó dos Super Bowls como jugador de los New York Giants. En 2018, la LFA firmó un acuerdo con la Canadian Football League (CFL) de fútbol canadiense, deporte similar al fútbol americano, buscando elevar el nivel con el intercambio de jugadores de las dos ligas.
Selección Mexicana de Fútbol Americano
| Competencia                                                     | Selección     | Campeón | Subcampeón | Semifinalista |
| --------------------------------------------------------------- | ------------- | ------- | ---------- | ------------- |
| Copa Mundial de Fútbol Americano                                | Absoluta      | -       | 2          | 2             |
| Campeonato Global Juvenil de la NFL                             | Juvenil       | 2       | 1          | 4             |
| Copa Mundial Juvenil de Fútbol americano de la IFAF             | Juvenil       | -       | -          | 2             |
| Campeonato Mundial Universitario de Fútbol Americano de la FISU | Universitario | 2       | -          | -             |
| Copa del Mundo IFAF Sub-19                                      | Sub-19        | -       | -          | 3             |

### Organismos y Ligas
- Federación Mexicana de Fútbol Americano
- Selección de fútbol americano de México
- Liga de Fútbol Americano Profesional de México
- Organización Nacional Estudiantil de Fútbol Americano
- Comisión Nacional Deportiva Estudiantil de Instituciones Privadas de Fútbol Americano
- Liga Nacional Master
- Liga OMFA Pro
- Liga AFAS Master

## Golf
Los mejores jugadores mexicanos de golf a lo largo de la historia son Esteban Toledo en categoría masculina, y Lorena Ochoa en categoría femenina, ambos ganadores de torneos en el PGA Tour y el LPGA Tour, respectivamente. De nacionalidad estadounidense, pero de origen mexicano es el múltiple ganador de torneos majors Lee Trevino. En la actualidad el golfista más destacado es Abraham Ancer, quien en el año 2019 se ha convertido en el primer jugador mexicano en participar con el equipo internacional en la Copa de Presidentes.
Desde el año 2017 se disputa en el país el WGC-Campeonato del Mundo de México, uno de los cuatro campeonatos del mundo profesionales masculinos.

## Hockey sobre hielo
México se asoció a la Federación Internacional de Hockey sobre Hielo en abril de 1985. La selección mexicana de hockey jugó su primer partido internacional en el Campeonato mundial de hockey del 2000, perdieron contra la selección nacional de hockey sobre hielo de Bélgica 5–0. Desde entonces han participado en cada mundial de hockey. Es el único equipo nacional de Latinoamérica que juega en el torneo IIHF. Mientras que la selección Femenina jugó su primer partido contra Argentina en 2012.
La Liga Mexicana Elite de Hockey (LMEH) fue inaugurada el 2 de octubre del 2010 con el objetivo de establecer el hockey sobre hielo de México a un alto nivel internacional. Esto se logró con la participación conjunta de inversión privada y los equipos profesionales de Hockey ya existentes en el país.
La temporada de la Liga comenzó con 4 equipos de 2010-2011: Los Astrónomos Mayas, Los Guerreros Águila Aztecas, Sacerdotes de Teotihuacán y Tótems Zapotecas, que se integraron a través de un proyecto, donde los jugadores se clasifican en las categorías de "AAA", "AA", "A" y luego, cada equipo eligió a sus jugadores en la sucesión, de modo que 4 conjuntos tienen el mismo nivel competitivo.
La Federación Deportiva de México de hockey sobre hielo otorga premios en efectivo para el equipo ganador, además tiene por objeto establecer los salarios de los jugadores de todos los equipos, así como explorar la posibilidad de traer jugadores extranjeros para integrar los diferentes equipos de México Elite League.

### Selección Mexicana de Hockey Sobre Hielo Masculina
| Competencia                                     | Selección | Campeón | Subcampeón | Semifinalista |
| ----------------------------------------------- | --------- | ------- | ---------- | ------------- |
| Campeonato Mundial de IIHF División III         | Absoluta  | 1       | -          | 1             |
| Campeonato Mundial de IIHF División IIB         | Absoluta  | -       | 2          | 2             |
| Torneo Panamericano de Hockey Sobre Hielo       | Absoluta  | -       | 3          | 1             |
| Campeonato Mundial Junior de IIHF División III  | Sub-20    | 3       | -          | 2             |
| Campeonato Mundial Juvenil de IIHF División III | Sub-18    | 2       | 4          | 1             |

### Selección Mexicana de Hockey Sobre Hielo Femenina
| Competencia                               | Selección | Campeón | Subcampeón | Semifinalista |
| ----------------------------------------- | --------- | ------- | ---------- | ------------- |
| Campeonato Mundial de IIHF División IIB   | Absoluta  | 1       | 1          | -             |
| Torneo Panamericano de Hockey Sobre Hielo | Absoluta  | 2       | 1          | 2             |

### Organismos y Ligas
- Liga Mexicana Elite de Hockey

## Juego de pelota

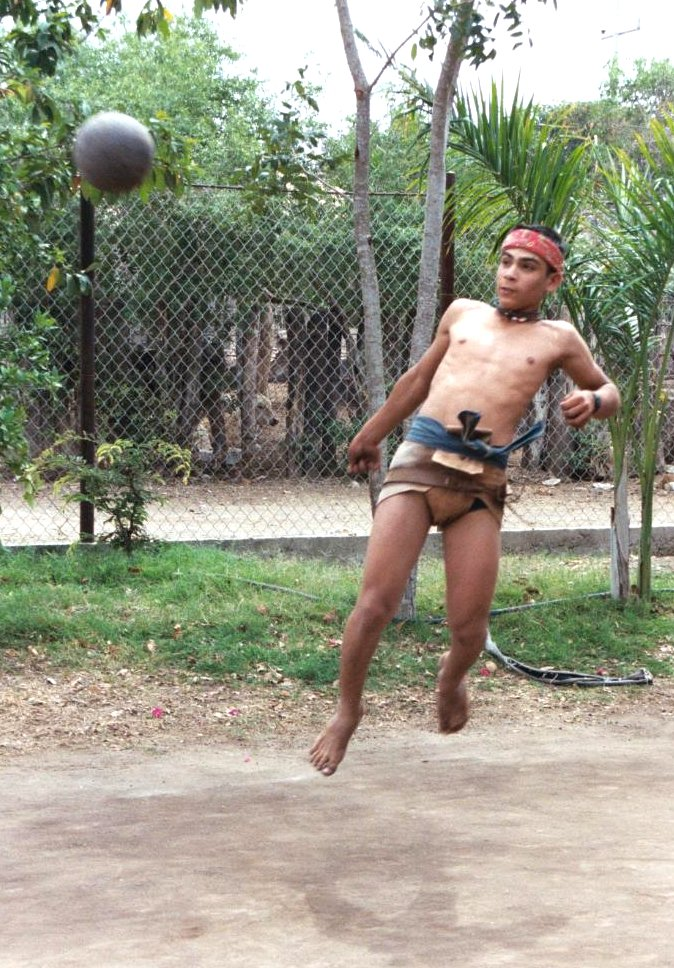
Un jugador de ulama, en Sinaloa.

Algunos deportes tienen un origen prehispánico. En Michoacán se practica la pelota tarasca que, como la pelota mixteca de Oaxaca y el ulama de Sinaloa, están vinculados con el antiguo juego de pelota practicado por los pueblos mesoamericanos. Este juego de pelota dramatizaba el movimiento de los astros en el firmamento, y en teoría sus descendientes actuales también lo hacen; claro está que ahora los equipos vencedores no son sacrificados a los dioses.[cita requerida]
En Chihuahua, los tarahumaras realizan carreras rituales llamadas rarajípara y ariweta. La primera es para varones, y se juega en equipos que se relevan para completar un recorrido de varios kilómetros por la sierra pateando una pequeña pelota. La segunda es para mujeres, y ellas deben hacer el recorrido empujando un aro.[cita requerida]
El juego de pelota mesoamericano fue un juego ritual cuya práctica se extendió a lo largo de los tres mil años de historia precolombina mesoamericana, en todas las culturas de la región, e incluso en sitios oasisamericanos como Paquimé y algunos de la cultura Fremont.[cita requerida]
En la actualidad, se practica en tres ámbitos: indígena, rural y urbano, participan adultos y jóvenes, principalmente de las comunidades mixtecas en Oaxaca, Guerrero y Puebla. Tiene tres modalidades: pelota mixteca de hule, pelota mixteca de forro y pelota mixteca del Valle.[cita requerida]

## Lacrosse
El Lacrosse es un deporte relativamente nuevo en México. Actualmente la Federación Mexicana de Lacrosse busca ser aceptada oficialmente como reguladora de este deporte. En México, existen varios equipos de lacrosse a nivel universitario, entre los cuales sobresalen los Lobos de la Universidad Iberoamericana de México, los Pumas de la UNAM y los Burros Blancos del Instituto Politécnico Nacional. La Selección Mexicana de Lacrosse participó por primera vez en el Campeonato Mundial de Lacrosse en Mánchester, Inglaterra en 2010. En julio de 2014 participó en el campeonato mundial de lacrosse en Denver, Colorado World Lacrosse Championship, quedando en el lugar 23.

## Lucha libre profesional

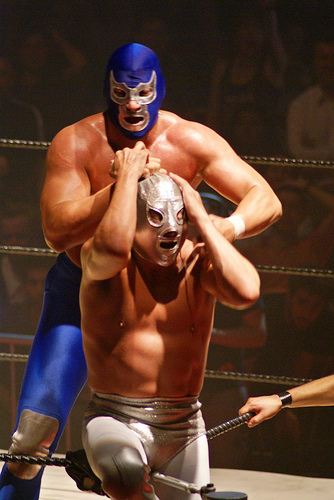
Blue Demon Jr. contra El Hijo Del Santo.

La lucha libre profesional ha sido una forma popular de entretenimiento deportivo en México desde 1933, cuando el promotor Salvador Lutteroth fundó la Empresa Mexicana de Lucha Libre (EMLL). A diferencia de los deportes competitivos, la lucha libre profesional presenta resultados predeterminados y actuaciones coreografiadas, enfatizando el entretenimiento y la narración. A lo largo del siglo XX, esta disciplina se consolidó como uno de los deportes más populares en todo el país, tanto así que ha desempeñado un papel importante en la cultura nacional.
El estilo de lucha libre profesional que se originó y ganó popularidad en México se llama lucha libre mexicana (o simplemente lucha libre), lo que la distingue del puroresu japonés y de los estilos tradicionales de lucha libre anglosajona. La lucha libre mexicana se caracteriza por sus secuencias acrobáticas de saltos y «llaves», coloridas máscaras, y técnicas de vuelo, muchas de las cuales se han adoptado internacionalmente. De ahí surgen personajes míticos de la cultura popular como El Santo, Blue Demon o Mil Máscaras, llamados los «Tres grandes de la lucha libre mexicana». En cuanto al uso de la máscara, muchos luchadores la utilizan para ocultar su identidad verdadera y crear una imagen que les dé una personalidad especial, aunque también hay quienes aprovechan esto para llevar una vida más discreta fuera de los cuadrilateros. Los luchadores pueden poner en juego su máscara al enfrentar un combate contra otro luchador enmascarado (máscara contra máscara) o bien con uno no enmascarado (máscara contra cabellera), pero al perderla no la pueden volver a portar nunca jamás en su carrera deportiva, aunque se han suscitado casos de luchadores que vuelven a enmascararse.
Al igual que con otras disciplinas de combate, México es el país latinoamericano con más campeones mundiales en la lucha libre profesional. Blue Demon Jr. se convirtió en el primer luchador mexicano en ganar un título de una promoción extranjera, al poseer el Campeonato Mundial Peso Pesado de NWA. En WWE, Alberto Del Río poseyó el Campeonato de WWE y el Campeonato Mundial Peso Pesado dos veces cada uno, y mientras luchaba en Impact Wrestling (o TNA), también unificó el Campeonato Global de GFW con el Campeonato Mundial Peso Pesado de Impact Wrestling; Pentagón Jr. también ha ganado el campeonato de Impact. El Hijo del Dr. Wagner Jr. ha obtenido el Campeonato Peso Pesado de GHC en la promoción japonesa Pro Wrestling NOAH. En los casos de Rush y Bandido, ambos han poseído el Campeonato Mundial en Ring of Honor. Por su parte, Thunder Rosa se convirtió en la primera mujer mexicana en ganar un título mundial en promociones de lucha libre extranjeras, habiendo poseído el Campeonato Mundial Femenino de NWA y el Campeonato Mundial Femenino de AEW.

### Empresas de Lucha Libre
- Consejo Mundial de Lucha Libre
- Lucha Libre AAA Worldwide
- International Wrestling Revolution Group
- Alianza Universal de Lucha Libre

## Pelota vasca

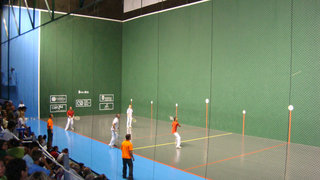
Jugadores durante un partido de frontenis.

La pelota vasca en México se practica desde 1895, aproximadamente, y está representada por la Federación Mexicana de Frontón, A.C. La conforman actualmente 17 especialidades de participación internacional, y se practican en el país 26, en total.
Basta decir que en México surgió, en el año de 1916, una nueva especialidad dentro de la pelota, el frontenis. A partir de su iniciación, las representaciones mexicanas han ganado en todas las ediciones de los 12 Campeonatos Mundiales que se han celebrado hasta la fecha, exceptuando La Habana 1990.
En la actualidad se tiene un desarrollo cuya estructura cuenta en su base con dos categorías infantiles y tres juveniles, conformadas por deportistas entre los 8 y 21 años. Se realiza un Campeonato Nacional de cada Especialidad y Categoría que está dividido en tres fases, logrando así un total de 120 eventos anuales, que también contempla el desarrollo de la Primera Fuerza, en algunas Segunda y Tercera, además de los Veteranos, se tiene un Sistema de Clasificación por puntuación el cual nos apoya firmemente para conformar las Selecciones y Preselecciones Nacionales.
La Federación Mexicana de Frontón, A.C. contempla dos modalidades; dobles e individual para las especialidades que son: Cesta Punta (Varonil), Frontón Cubano (Varonil), Frontón a Mano con Pelota Dura en Tres Paredes y en Trinquete (Varonil), Pala Corta (Varonil), Paleta con Pelota de Cuero en 3 Paredes y en Trinquete (Varonil), Paleta con Pelota de Goma en 3 Paredes (Varonil) y en Trinquete (Femenil y Varonil); así como Frontenis (Femenil y Varonil).
Hay tantos frontones que la Ciudad de México puede presumir que ha sido la población de más canchas para la práctica de la pelota vasca en el mundo.
Es la disciplina deportiva que más medallas y títulos en campeonatos mundiales (1952-2022) ha otorgado al deporte mexicano con un total de 133 preseas (53 de oro, 44 de plata y 36 de bronce), la mitad de los metales dorados provienen de la disciplina creada en México: el frontenis. México es una de las tres potencias mundiales de este deporte, junto a España y Francia, con quienes siempre disputa el medallero de los campeonatos mundiales de la especialidad. Fue disciplina de exhibición en los Juegos Olímpicos de México 1968 y en los Juegos Olímpicos de Barcelona 1992. En aquellas ocasiones México obtuvo 2 medallas de oro y 3 de bronce en 1968, así como 3 de oro, 2 de plata y 2 de bronce en 1992.

## Rugby
El rugby en México está regulado por la Federación Mexicana de Rugby y su representación internacional es la Selección de rugby de México. Algunos equipos mayoritariamente son de universidades como la UNAM, el ITESO, la Universidad Iberoamericana de México, la UDLAP, la UANL. entre otras.
Hay equipos club tal como los tetracampeones Wallabies, también están: los actuales bicampeones Black Thunder; y Templarios, Rhino's, Koalas, Tazmania, Tigres, Cumiyais, Lagartos Rugby Club, entre muchos otros. Actualmente el rugby en México es un deporte que se encuentra en constante crecimiento.

### Selección Mexicana de Rugby
| Competencia                         | Selección            | Campeón | Subcampeón | Semifinalista |
| ----------------------------------- | -------------------- | ------- | ---------- | ------------- |
| NACRA Championship                  | Rugby 15's Masculino | 1       | 1          | -             |
| Torneo Centroamericano y del Caribe | Rugby 7's Masculino  | -       | 1          | -             |
| NACRA Sevens                        | Rugby 7's Masculino  | -       | 1          | 1             |
| Torneo Centroamericano y del Caribe | Rugby 7's Femenino   | -       | -          | 1             |
| NACRA Sevens                        | Rugby 7's Femenino   | 1       | 2          | 2             |

## Tenis
La Federación Mexicana de Tenis, A.C., constituida el 21 de abril de 1953, cuenta con más de 30 mil afiliados a la fecha y 33 Asociaciones en todos los Estados de la República. 
Tras la Independencia de México en 1810, uno de los primeros países en reconocer al México independiente fue Inglaterra, y fue en 1824 cuando estableció su primera embajada en la ciudad de Pachuca, Hidalgo. Con la presencia de miles de mineros provenientes de Europa, principalmente de Cornualles, Inglaterra, la comunidad extranjera popularizó la práctica de los deportes modernos en Pachuca, al grado de establecer la primera cancha de tenis en la mina Real del Monte. El periódico The Mexican Herald publicó el 6 de octubre de 1895 una nota donde informó sobre la creación del Pachuca Athletic Club, en donde se podían practicar el críquet, fútbol y tenis, entre otros ejercicios atléticos.
El Abierto Mexicano de Tenis es uno de los eventos de mayor prestigio e importancia en el deporte latinoamericano. El torneo de tenis se encuentra dentro de las actividades realizadas por la ATP y la WTA. El AMT se disputa en la ciudad de Acapulco sobre una superficie de cancha dura en el complejo denominado Princess Mundo Imperial.
Disputado de 1993 a 2000 sobre las canchas de arcilla del Club Alemán, ubicado al sur de la Ciudad de México, el Abierto Mexicano de Tenis cambió su sede a Acapulco en 2001 y desde entonces se ha consolidado como el principal torneo de Latinoamérica. De 2001 a 2013, el Abierto Mexicano Telcel  presentado por HSBC fue uno de los 4 torneos que conformaban la denominada gira latinoamericana de polvo de ladrillo y que se jugaba en las semanas comprendidas entre la finalización del Abierto de Australia y el comienzo del Masters de Indian Wells. En 2014, el AMT se despidió del polvo de ladrillo para comenzar una nueva sobre cancha dura y convertirse así en una escala obligada para muchos jugadores en la semana previa a Indian Wells. El AMT forma parte de la serie de torneos ATP World Tour 500 de la ATP y de los torneos WTA International Tournaments de la WTA.
Ubicado dentro de las instalaciones del Princess Mundo Imperial, el Estadio Mextenis, casa del AMT, comenzó con una capacidad para 6000 espectadores, cifra que ha ido incrementando con los años y que en 2018 aumentó a un aforo total de 9077 aficionados. Durante los 6 días de competencia, el Abierto Mexicano de Tenis recibe a más de 64 000 personas, confirmándolo como uno de los principales eventos deportivos de México.
Los jugadores con más títulos del AMT son el austríaco Thomas Muster y el español David Ferrer con 4 conquistas cada uno.
El mayor éxito de conjunto en la historia del tenis mexicano se dio durante la Copa Davis 1962, cuando el equipo mexicano liderado por Rafael Osuna llegó a la final luego de superar en la primera ronda 3-2 a Estados Unidos, vencer 4-1 a Yugoslavia en octavos de final, derrotar a Suecia 3-2 en cuartos de final y lograr ganar como visitante 5-0 a la India en semifinales. En la gran final enfrentó al campeón vigente Australia, ante el cual, el equipo integrado por Antonio Palafox, Mario Llamas y el Pelón Osuna sucumbió 5-0.
Figuras destacadas:
- Rafael Osuna (1938-1969), alias "El Pelón", considerado el mejor tenista mexicano en la historia; Campeón de individuales en el US Open de 1963, Campeón de dobles en Wimbledon 1960, Wimbledon 1963 y en el US Open de 1962. Fue incorporado como miembro del Salón Internacional de la Fama del tenis en 1979.

- Yolanda Ramírez (1935-), Siete veces finalista de torneos Grand Slam, incluido los títulos de Rolland Garros en dobles en 1958 junto a Rosa María Reyes y en mixtos junto a al británico Billy Knight. Finalista en individual en Rolland Garros en 1960 y 1961. Finalista en dobles en 1957 y 1959 junto a Rosa María Reyes y Finalista del US Open en dobles junto a la alemana Edda Buding. Además fue semifinalista del Australian Open de 1962. Su mejor posición del escalafón WTA fue el 4.º puesto.

- Carmen Canovas Güido (1910-1970), pionera del deporte femenil provincial.

- Antonio Palafox (1936-) Campeón de dobles en Wimbledon 1963 y en el US Open de 1962

- Mario Llamas

- Francisco «Pancho» Contreras

- Raúl Ramírez (1953-) Único mexicano ubicado en el top ten del Ranking de la ATP, concluyendo como 5.º en 1976 y 8.º en 1977 y 78.

## Taekwondo
México, uno de los máximos exponentes en el Taekwondo, ha tenido participaciones importantes internacionalmente en los Juegos Olímpicos, con los siguientes medallistas:
- Enrique Torroella, Manuel Jurado, Mónica Torres y William de Jesús Córdoba, tres bronces y un oro cuando era deporte de demostración.
- Víctor Estrada, bronce en Sídney 2000
- Óscar Salazar Blanco e Iridia Salazar Blanco, plata y bronce en Atenas 2004
- Guillermo Pérez Sandoval, oro en Pekín 2008
- María del Rosario Espinoza, oro en Beijing 2008, bronce en Londres 2012 y plata en Río 2016

México ha realizado cuatro mundiales, Puebla 2013 y Guadalajara 2022 y dos por equipos, Querétaro 2014 y Ciudad de México 2015; además ha sido dos veces sede de final del Gran Prix.

### Medallero
| Competencia                                 | Oro | Plata | Bronce |
| ------------------------------------------- | --- | ----- | ------ |
| Juegos Olímpicos                            | 2   | 2     | 3      |
| Juegos Olímpicos (deporte de exhibición)    | 1   | 0     | 3      |
| Juegos Olímpicos de la Juventud             | 0   | 2     | 2      |
| Campeonato Mundial de Taekwondo             | 7   | 31    | 36     |
| Campeonato Mundial de Taekwondo por equipos | 1   | 2     | 0      |
| World Taekwondo Gran Prix                   | 1   | 6     | 4      |
| Juegos Panamericanos                        | 17  | 10    | 14     |
| Juegos Centroamericanos y del Caribe        | 18* | 10*   | 10*    |
| Campeonato Panamericano de Taekwondo        | 11* | 6*    | 12*    |
| Campeonato Panamericano Junior de Taekwondo | 33  | 21    | 34     |
| Universiada de Verano                       | 0   | 3     | 13     |

*Conteo incompleto.

### Organismo Regulador
- Federación Mexicana de Taekwondo

## Voleibol
El voleibol es uno de los deportes más populares en México, el cual se practica como una de las disciplinas básicas a nivel escolar. En la actualidad existen dos circuitos profesionales de dicho deporte, tanto en la rama varonil, Liga Mexicana de Voleibol Varonil (LMVV), como en la femenil, Liga Mexicana de Voleibol Femenil (LMVF). Ambos circuitos se crearon con el objetivo de que fueran la base para integrar a las selecciones nacionales de cara al ciclo olímpico de Río de Janeiro 2016, ya que se formaron equipos de varias partes del país con la finalidad de observarlos. No obstante, este no fue el primer intento de una liga profesional de voleibol en México, ya que anteriormente la Liga Premier de Voleibol (LPV) también se desarrolló en ambas ramas.
Selección Mexicana de Voleibol Masculina
| Competencia                         | Selección | Campeón | Subcampeón | Semifinalista |
| ----------------------------------- | --------- | ------- | ---------- | ------------- |
| Torneo Panamericano                 | Absoluta  | 0       | 1          | 5             |
| Campeonato NORCECA                  | Absoluta  | -       | 3          | 9             |
| Copa Panamericana                   | Absoluta  | 1       | 1          | -             |
| Copa Panamericana Sub-23            | Sub-23    | -       | 1          | -             |
| Campeonato NORCECA Junior           | Sub-21    | -       | -          | 1             |
| Campeonato NORCECA Juvenil          | Sub-19    | 1       | 2          | 5             |
| Torneo Centroamericano y del Caribe | Absoluta  | 6       | 6          | 7             |

Selección Mexicana de Voleibol Femenina
| Competencia                         | Selección | Campeón | Subcampeón | Semifinalista |
| ----------------------------------- | --------- | ------- | ---------- | ------------- |
| Torneo Panamericano                 | Absoluta  | 1       | -          | 3             |
| Campeonato NORCECA                  | Absoluta  | 2       | -          | 10            |
| Copa Panamericana                   | Absoluta  | -       | -          | 1             |
| Copa Panamericana Junior            | Sub-21    | 1       | -          | -             |
| Copa Panamericana Juvenil           | Sub-19    | -       | 1          | -             |
| Campeonato NORCECA Junior           | Sub-21    | -       | 2          | 1             |
| Campeonato NORCECA Juvenil          | Sub-19    | -       | 2          | 4             |
| Torneo Centroamericano y del Caribe | Absoluta  | 3       | 7          | 5             |

### Organismos y ligas
- Liga Mexicana de Voleibol Varonil
- Liga Mexicana de Voleibol Femenil

## Participación de México en el mundo

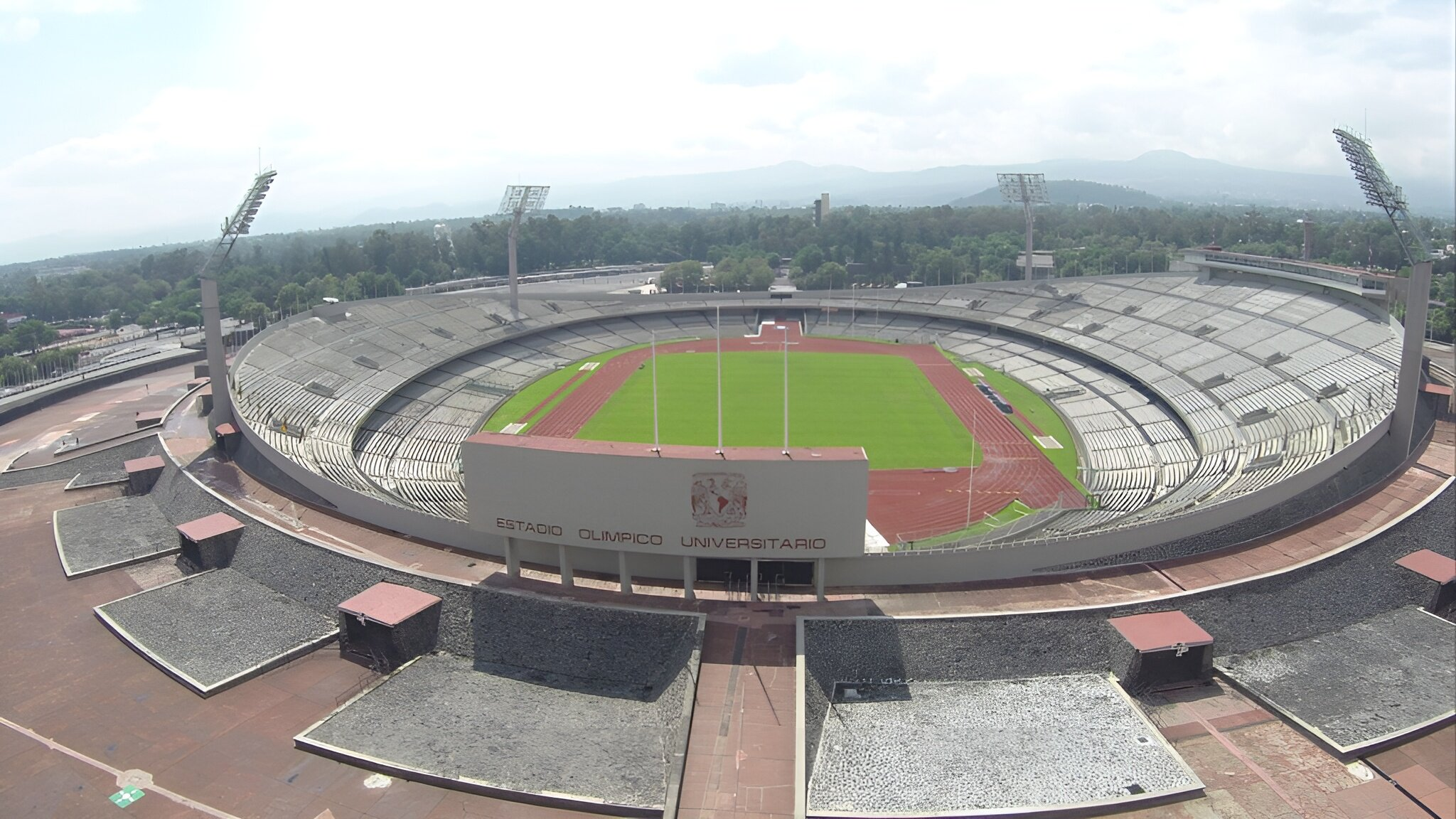
El Estadio Olímpico Universitario ha sido sede de la inauguración de los Juegos Olímpicos de 1968 y otras competencias internacionales.

Pese a no contar con un comité olímpico constituido, México participó por primera vez en los Juegos Olímpicos en París 1900. Tres hermanos: Manuel, Pablo y Eustaquio Escandón y Barrón (acompañados de William Hayden Wright) participaron en el Torneo de Polo obteniendo la tercera posición en El Gran Premio de la Exposición. Esta victoria se considera oficialmente la primera medalla olímpica de México.

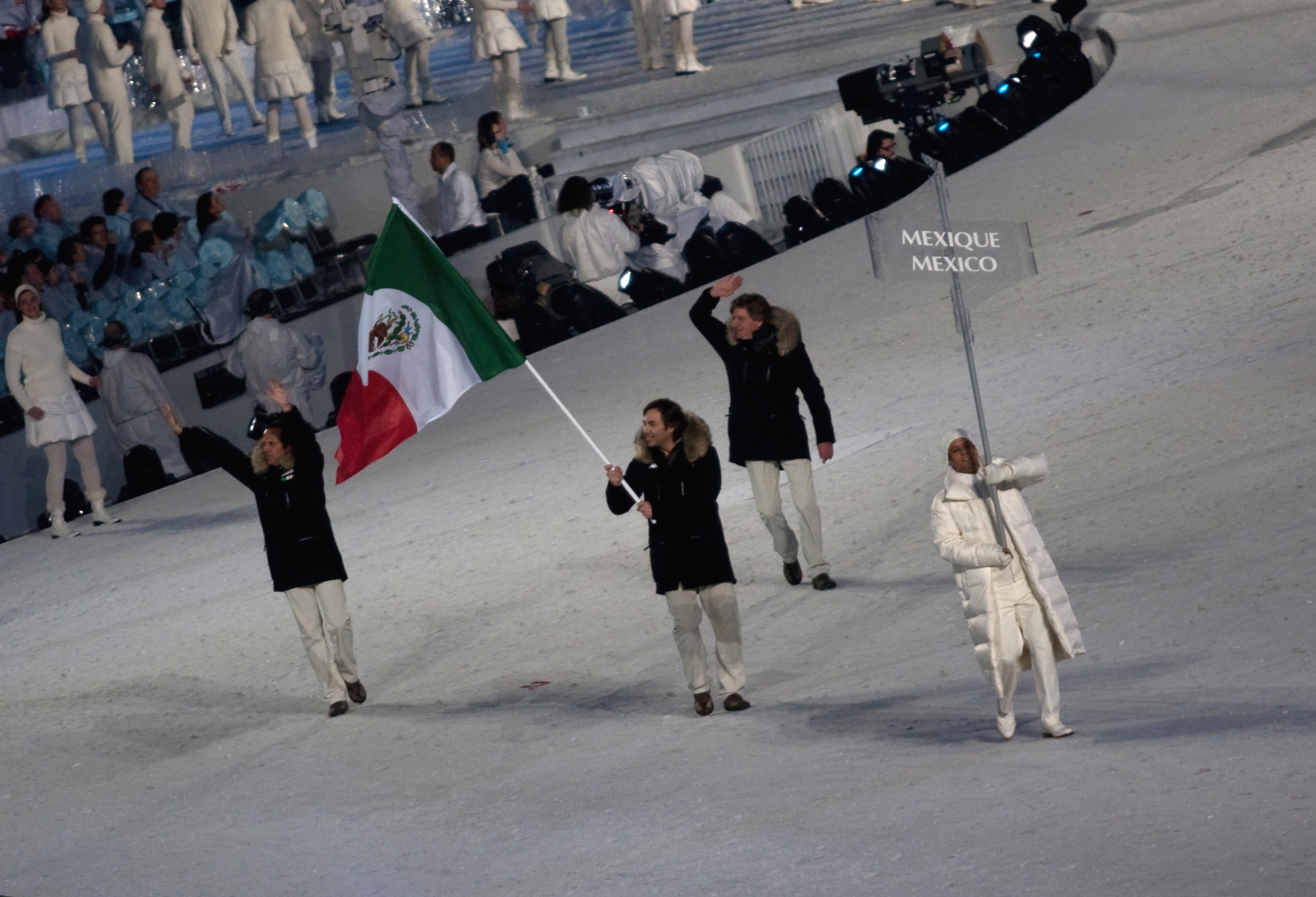
Hubertus von Hohenlohe, esquiador mexicano en los Juegos Olímpicos de Vancouver 2010.

México fue el primer país de América Latina y del mundo hispanoparlante en ser sede de los Juegos Olímpicos de verano en 1968. La ceremonia de inauguración se realizó el 12 de octubre, en conmemoración de la llegada de Cristóbal Colón al llamado «Nuevo Mundo». Entre las novedades que presentó el Comité Organizador se encuentra el hecho de que la llamada «llama olímpica» fue encendida por primera ocasión por una mujer; Enriqueta Basilio, la gacela bajacaliforniana, atleta de pista. En juegos olímpicos, su mejor participación fue precisamente en esta ocasión, cuando consiguió nueve medallas, tres de cada metal. Quizá la más recordada de ellas sean las de Felipe «El Tibio» Muñoz, oro en natación; y la del sargento José Pedraza, que ganó la plata en caminata en una disputada carrera contra los soviéticos Vladímir Golubnichy y Nikolav Smaga.
Algunas de las figuras memorables del olimpismo mexicano son:
- Joaquín Capilla (clavadista), el máximo medallista olímpico mexicano con cuatro (una de oro en plataforma de 10 m en Melbourne 1956, una de plata en plataforma 10 m en Helsinki 1952 y dos de bronce en plataforma 10 m y trampolín 3 m en Londres 1948 y Melbourne 1956, respectivamente), y primero en conseguir presea en tres ediciones de la justa veraniega.
- Humberto Mariles Cortés de equitación, que es el único mexicano ganador de dos medallas de oro, en las pruebas de salto individual y salto por equipos en Londres 1948 (en conjunto con Rubén Uriza Castro y Alberto Valdés Ramos), además de la medalla de bronce en la prueba de los tres días por equipos, con lo cual es el único mexicano que ha ganado tres medallas en una misma justa olímpica.
- Ernesto Canto que al ganar la medalla de oro en el campeonato mundial de atletismo en Helsinki 1983 y la medalla de oro en Los Ángeles 1984 se convirtió el primer deportista mexicano campeón olímpico y mundial, además de ser el único ganador de todas las competencias oficiales del denominado ciclo olímpico (Juegos Centroamericanos, Panamericanos, Campeonato del mundo y Juegos Olímpicos), al ganar el oro en La Habana 1982 y Caracas 1983.
- María del Rosario Espinoza sería la segunda en conseguir la doble corona con el campeonato del mundo en Beijing 2007 y el campeonato olímpico en Beijing 2008, y la segunda en ganar todas las competencias oficiales, con el oro en Mayagüez 2010 y Guadalajara 2011, aunque a diferencia de Canto, no lo hizo en el mismo ciclo olímpico. Es además, la segunda deportista mexicana (tras Joaquín Capilla) en obtener medalla en tres Juegos Olímpicos.

El resto de los campeones olímpicos mexicanos lo completan: Ricardo Delgado Nogales, Antonio Roldán (ambos en boxeo en México 1968), Felipe Muñoz (natación en 1968), Daniel Bautista (marcha en Montreal 1976), Raúl González (marcha en Los Ángeles 1984), Soraya Jiménez (halterofilia en Sídney 2000), Guillermo Pérez (taekwondo en Pekín 2008) y la selección de fútbol sub-23 (Londres 2012). 
A destacar también los otros ocho multi medallistas olímpicos (junto con Mariles, Capilla y Espinoza): Rubén Uriza, Raúl González, Germán Sánchez, Paola Espinosa, Osmar Olvera, Alejandra Orozco Loza, Joaquín Pérez de las Heras y Alejandra Valencia, todos con dos medallas.
En el resto del escenario internacional, y tal como se aborda en los respectivos subtemas, sobresalen dos datos significativos: primero, las quince disciplinas deportivas donde al menos un competidor mexicano ganó el campeonato mundial; destacando por número los campeones mundiales de boxeo y pelota vasca. Y segundo, las doce ocasiones en las que un deportista mexicano estableció un récord mundial, especialmente en la marcha atlética. 
Por otra parte, México ha sido sede de la Copa Mundial de Fútbol de 1970 y también de la Copa Mundial de Fútbol de 1986. Esta última había sido concedida a Colombia, que no pudo cumplir con el compromiso. En la primera, se coronó campeón el representativo de Brasil, que se quedó con la copa Jules Rimet; y en la segunda, el campeón fue Argentina. El país volverá a albergar el torneo, esta vez compartido con Canadá y Estados Unidos, en la Copa Mundial de Fútbol de 2026. México también ha sido sede de los Juegos Panamericanos en tres ocasiones: 1955 y 1975 en Ciudad de México y en 2011 en Guadalajara; de los Juegos Centroamericanos y del Caribe, en cuatro justas: 1926, 1954 y 1990 en Ciudad de México y en 2014 en Veracruz; y de la Universiada de 1979, también en la capital del país; cumpliendo en todas ellas participaciones notables. A todo lo anterior se agregan otras cuarenta y cuatro competiciones internacionales recibidas a lo largo de la historia, entre eventos multideportivos o certámenes finales de una disciplina.
México fue el primer país en organizar unos Juegos Olímpicos (1968) y un Campeonato Mundial de Fútbol (1970) en un período de dos años. (Después lo lograrían Alemania: Juegos Olímpicos en 1972 y Mundial 1974; Estados Unidos: Mundial 1994 y Juegos Olímpicos de 1996; y Brasil: Mundial 2014 y Juegos Olímpicos de 2016).

### Eventos deportivos internacionales organizados por México
| - I Juegos Centroamericanos y del Caribe de 1926 - Copa NAFC 1949 - XII Copa Mundial de Béisbol Amateur de 1951 - VII Juegos Centroamericanos y del Caribe de 1954 - II Juegos Panamericanos de 1955 - II Campeonato Panamericano de Fútbol de 1956 - Campeonato Mundial de Pentatlón Moderno de 1962 - Campeonato Mundial de Sóftbol Masculino 1966 - XIX Juegos Olímpicos de México 1968 - III Campeonato Mundial de Judo de 1969 - IX Copa Mundial de Fútbol México 1970 - XI Campeonato Mundial de Piragüismo de 1974 - VII Campeonato Mundial de Voleibol Femenino de 1974 - VIII Campeonato Mundial de Voleibol Masculino de 1974 - VII Juegos Panamericanos de 1975 - Campeonato Mundial de Pentatlón Moderno de 1975 - X Universiada de 1979 - II Campeonato Mundial de Voleibol Femenino Sub-20 de 1981 - IX Campeonato del Mundo de Pelota Vasca de 1982 - IV Copa Mundial de Fútbol Sub-20 de 1983 - Campeonato Mundial de Tiro en 10 m de 1985 - XIII Copa Mundial de Fútbol México 1986 - XVI Juegos Centroamericanos y del Caribe de 1990 - X Campeonato Mundial de Karate de 1990 - II Copa de Oro de la CONCACAF de 1993 - XXVI Campeonato Mundial de Piragüismo de 1994 - Campeonato Mundial de Pentatlón Moderno de 1998 - XIII Campeonato del Mundo de Pelota Vasca de 1998 | - IV Copa Confederaciones de 1999 - VI Campeonato del Mundo de Pádel de 2002 - Campeonato Mundial de Triatlón de 2002 - VII Copa de Oro de la CONCACAF de 2003 - XVII Campeonato Mundial de Karate de 2004 - II Campeonato Iberoamericano de Karate de 2006 - XV Campeonato del Mundo de Pelota Vasca de 2006 - X Campeonato Mundial de Voleibol Femenino Sub-18 de 2007 - XLVI Campeonato Mundial de Ajedrez de 2007 - VIII Campeonato Mundial de Polo de 2008 - II Clásico Mundial de Béisbol 2009 - XV Campeonato Mundial de Voleibol Femenino Sub-20 de 2009 - X Campeonato del Mundo de Pádel de 2010 - XIV Copa Mundial de Fútbol Sub-17 de 2011 - XVI Juegos Panamericanos de Guadalajara 2011 - XI Campeonato del Mundo de Pádel de 2012 - XXIV Campeonato Centroamericano y del Caribe de Atletismo de 2013 - XXI Campeonato Mundial de Taekwondo de 2013 - XVII Campeonato del Mundo de Pelota Vasca de 2014 - XXII Juegos Centroamericanos y del Caribe de 2014 - Campeonato Mundial de Triatlón de 2016 - Campeonato Mundial de Tiro con Arco al Aire Libre de 2017 - Campeonato Mundial de Pentatlón Moderno de 2018 - Campeonato Mundial de Voleibol Femenino Sub-20 de 2019 - Campeonato Mundial de Taekwondo de 2022 - Campeonato Mundial de Vóley Playa de 2023 - Copa Mundial de Tiro con Arco 2024 - Copa Mundial de Clavados de la FINA 2025 - Gran Premio de México en Fórmula 1 (tres etapas: 1963-70, 1986-92 y 2015- ) |

## Deportes de conjunto con ligas profesionales en México
- Fútbol: Primera División de México, Liga de Ascenso de México, Segunda División de México, Tercera División de México, Liga Mexicana de Fútbol Femenil, Primera División Femenil de México.
- Béisbol: Liga Mexicana de Béisbol, Liga Mexicana del Pacífico, Liga Invernal Veracruzana, Liga Invernal de Béisbol Nayarita, Liga Norte de México, Liga Norte de Sonora, Liga Mayor de Béisbol de La Laguna, Liga Estatal de Béisbol de Chihuahua, Liga del Norte de Coahuila, Liga Invernal Mexicana, Liga Peninsular de Béisbol, Liga Meridana de Invierno, Liga Veracruzana Estatal de Béisbol.
- Básquetbol: Liga Nacional de Baloncesto Profesional de México, Circuito Mexicano de Básquetbol, Circuito de Baloncesto de la Costa del Pacífico, Liga de Baloncesto del Sureste, Circuito de Básquetbol del Noreste, Liga Premier de Baloncesto, Liga de Básquetbol Estatal de Chihuahua, Circuito de Baloncesto del Pacífico, Liga Mexicana de Baloncesto Profesional Femenil, Liga Nacional de Baloncesto Profesional Femenil, Liga ABC MEX.
- Fútbol americano: Liga de Fútbol Americano Profesional de México
- Voleibol: Liga Mexicana de Voleibol Varonil, Liga Mexicana de Voleibol Femenil.
- Hockey sobre hielo: Liga Mexicana Elite de Hockey.

## Récords del mundo
- Guillermo Echevarría - Natación, en la prueba de los 1500 metros estilo libre al cronometrar 16:28.1 minutos el 7 de julio de 1968 en Santa Clara, California[59]

- Radamés Treviño - Ciclismo, en la prueba de la hora (categoría amateur) al registrar 46.955.69 km de recorrido el 16 de marzo de 1969 en el Velódromo Olímpico Agustín Melgar de la Ciudad de México[60]

- Daniel Bautista - Atletismo en la prueba de Marcha de 20 km, lo impuso hasta en 4 ocasiones
  - 1:23:40 el 30 de mayo de 1976 en Bydgoszcz, Polonia
  - 1:22:16 el 19 de mayo de 1979 en Valencia, España
  - 1:21:04 el 9 de junio de 1979 en Vretstorp, Suecia
  - 1:21:00 el 30 de marzo de 1980 en Xalapa, Veracruz

- Domingo Colin - Atletismo en la prueba de Marcha de 20 km, 1:19:35 el 27 de abril de 1980 en Cherkasy, Unión Soviética

- Carlos Mercenario - Atletismo en la prueba de Marcha de 20 km, 1:19:24 el 3 de mayo de 1987 en Nueva York, EU

- Bernardo Segura - Atletismo en la prueba de Marcha de 20 km 1:17:25 7 de mayo de 1994 en Bergen, Noruega

- Raúl González Rodríguez - Atletismo en la prueba de Marcha de 50 km lo impuso en dos ocasiones:
  - 3:45:52 el 23 de abril de 1978 en la Ciudad de México
  - 3:41:20 el 11 de junio de 1978 en Poděbrady, Checoslovaquia

- Saúl Mendoza Hernández - En la prueba de 5000 m en silla de ruedas, con un tiempo de 10:01:47 que impuso en Atlanta EU.

- Mauro Máximo de Jesús - En la prueba de lanzamiento de jabalina categoría F33-34-52-53, en el Estadio João Havelange en los parapanamericanos de Río 2007. Él logró un lanzamiento de 21,16 m.

- Esther Rivera Robles - En la prueba de lanzamiento de jabalina clase 33/34/52/53 de los juegos parapanamericanos de Río 2007, consiguió la marca histórica de 11.87 metros, récord mundial que antes le pertenecía a su compatriota Estela Salas.

- Amalia Pérez - En halterofilia, categoría de 52 kg levantando 130.5 kg en los juegos Panamericanos de Río 2007.
- Saúl Mendoza Hernández - En la prueba de los 1500 m en Sídney 2000 con un tiempo de 03:06.75

## Campeones del mundo mexicanos
Un total de 15 distintos deportes y diversas disciplinas han tenido como resultado a un mexicano campeón del mundo. Esta lista no incluye categorías juveniles ni a campeones en promociones mexicanas en el caso de los luchadores profesionales.
- Atletismo
  - Ernesto Canto; Marcha de 20 km, Helsinki 1983
  - Daniel García; Marcha de 20 km, Atenas 1997
  - Ana Gabriela Guevara; 400 m, París 2003

- Artes marciales mixtas
  - Jessica Aguilar (Peso paja); WSOF 8
  - Brandon Moreno (Peso mosca); UFC 263 y UFC 283
  - Yair Rodríguez (Peso pluma, interino); UFC 284
  - Alexa Grasso (Peso mosca); UFC 285

- Boxeo
  - +160 campeones (véase Anexo:Campeones mundiales de boxeo de México)

- Canotaje
  - José Everardo Cristóbal Quirino; C1 1000 m, Szeged (Hungría) 2006

- Ciclismo
  - Nancy Contreras; 500m contrarreloj, Amberes 2001

- Clavados
  - Paola Espinosa; Plataforma de 10 m, Roma 2009
  - Osmar Olvera; Trampolín de 1 m, Doha 2024[61]
  - Osmar Olvera; Trampolín de 3 m, Singapur 2025[62]

- Lucha libre profesional
  - Blue Demon Jr.; NWA (una vez)
  - Alberto Del Río; WWE (cuatro veces), GFW (una vez) y TNA/Impact (una vez; unificado con el de GFW)
  - Pentagón Jr.; TNA/Impact (una vez)
  - Rush; ROH (dos veces)
  - Bandido; ROH (dos veces)
  - Thunder Rosa; NWA (una vez) y AEW (una vez)
  - El Hijo de Dr. Wagner Jr.; Pro Wrestling NOAH (una vez)

- Golf
  - Abraham Ancer; WGC-Bridgestone Invitational 2021

- Karate
  - Yadira Lira; -60 kg, Monterrey 2004
  - Yadira Lira; -68 kg, Belgrado 2010

- Kickboxing
  - Abraham Vidales (Peso pluma); TRIUMPHANT 11

- Patinaje de velocidad sobre patines en línea
  - Jorge Luis Martínez; Nankín 2016

- Pelota Vasca
  - José Núñez-Jorge Garibay; Frontenis, San Sebastián 1952
  - Jorge Garibay-Jaime Becerril; Frontenis Montevideo 1955
  - Roberto Montes-Alfonso Montes; Cesta punta Montevideo 1955
  - Jorge Garibay-José Beltrán; Frontenis, Biarritz 1958
  - José Hamui-Azcue; Frontón largo cesta punta, Biarritz 1958
  - Raúl Sánchez-Miguel Salazar; Frontenis cuero, Biarritz 1958 y Pamplona 1962
  - Adrián Zubikarai - José Hamui; Cesta punta, Pamplona 1962
  - Jorge Loaiza - J. Etcheverria; Frontenis, Montevideo 1966
  - José Becerra - Rubén Rendón; Paleta goma, Montevideo 1966 y San Sebastián 1970
  - José Hamui - Adrián Zubikarai; Cesta punta, Montevideo 1966
  - Jorge Loaiza - Hernando; Frontenis, San Sebastián 1970
  - A. Becerra - M. Becerra; Frontenis, Montevideo 1974
  - Jorge Marrón Orozco - Carlos Chávez; Frontenis, Biarritz 1978
  - Manuel Beltrán - Pepe Musi; Paleta cuero, Biarritz 1978
  - Carlos Chávez - Jaime Suárez; Frontenis, Ciudad de México 1982
  - Jorge Marrón - José Becerra Torres; Frontenis, Vitoria 1986
  - Jaime Salazar Sepúlveda - Edgar Salazar Sepúlveda; Paleta goma, Vitoria 1986
  - Alfredo Zea; Pelota mano, Santiago de Cuba 1990
  - Miryam Muñoz - Rosa Mª Flores; Frontenis, Santiago de Cuba 1990
  - Raúl Flores - José Luis Flores Torres; Paleta goma, Santiago de Cuba 1990
  - Edgar Salazar - Jaime Salazar; Frontenis, San Juan de Luz 1994
  - Miryam Muñoz - Rosa Mª Flores; Frontenis, San Juan de Luz 1994
  - Homero Hurtado - Edgar Salazar; Paleta goma, San Juan de Luz 1994
  - Sergio Beltrán - Pedro Santamaria; Pelota mano (parejas), Ciudad de México 1998
  - Edgar Salazar - Jaime Salazar; Frontenis, Ciudad de México 1998
  - Miryam Muñoz - Rosa Mª Flores; Frontenis, Ciudad de México 1998
  - Sergio Beltrán - Pedro Santamaria; Pelota mano (parejas), Pamplona 2002
  - Alberto Rodríguez Faisal - Gustavo Miramontes; Frontenis, Pamplona 2002 y Ciudad de México 2006
  - Paulina Castillo Rodríguez - Guadalupe Hernández; Frontenis, Pamplona 2002, Ciudad de México 2006 y Pau 2010
  - Heriberto López Molotla; Pelota mano, Ciudad de México 2006
  - Pedro Santamaría - Ángel Serralde de Tapia; Pelota mano (parejas), Ciudad de México 2006
  - Rodrigo Ledesma - Francisco Mendiburu; Pelota cuero, Ciudad de México 2006
  - Homero Hurtado - Alberto Rodríguez; Paleta goma, Ciudad de México 2006
  - Martín Cabello Tello; Pelota mano (Individual), Pau 2010
  - Ángel Serralde Tapia - Heriberto López Molotla; Pelota mano (parejas), Pau 2010
  - Héctor Rodríguez Gasca - Alberto Rodríguez Faisal; Frontenis, Pau 2010
  - Arturo Rodríguez Faisal; 30 Metros Paleta Goma (Individual), Zinacantepec 2014
  - Heriberto López Molotla; Trinquete Mano (Individual), Zinacantepec 2014
  - Héctor Rodríguez Gasca - Arturo Rodríguez Faisal; Frontenis, Zinacantepec 2014
  - Ariadna Cepeda - Guadalupe Hernández; Frontenis, Zinacantepec 2014
  - Martín Cabello Tello - Orlando Díaz; Trinquete mano (parejas), Zinacantepec 2014
  - Rosa Mª Flores - Paulina Castillo; Paleta goma, Zinacantepec 2014
  - Carlos Torres - Héctor Rodríguez Gasca; Frontenis, Barcelona 2018
  - Guadalupe Hernández - Ariana Cepeda; Frontenis, Barcelona 2018
  - Arturo Rodríguez; Paleta goma, Barcelona 2018
  - David Álvarez; Frontón mano individual 36 metros, Biarritz 2022
  - Paulina Castillo, Dulce Miranda, Ximena Placito y Laura Selem Fuentes; Frontenis 30 metros femenil por parejas, Biarritz 2022
  - Paola Reyes y Julia Reyes; Frontball femenil por parejas, Biarritz 2022

- Raquetbol
  - Álvaro Beltrán; Individual: México 2000
  - Luis Bustillo - Javier Moreno; Parejas: México 2000
  - Leopoldo Gutiérrez - Gilberto Mejía; Parejas: Puerto Rico 2002
  - Álvaro Beltrán - Javier Moreno; Parejas: República Dominicana 2006, República Dominicana 2012 y Colombia 2016
  - Paola Longoria - Samantha Salas; Parejas: Corea del Sur 2010, República Dominicana 2012, Canadá 2014, Guatemala 2021 y México 2022[63]
  - Paola Longoria; Individual: República Dominicana 2012, Canadá 2014, Colombia 2016, Guatemala 2021 y México 2022[64]
  - Rodrigo Montoya; Individual: Costa Rica 2018
  - Álvaro Beltrán - Daniel De La Rosa; Parejas: Costa Rica 2018 y México 2022[65]
  - Javier Mar - Rodrigo Montoya; Parejas: Guatemala 2021[66]
  - Rodrigo Montoya - Samantha Salas; Parejas Mixto: México 2022[67]

- Taekwondo
  - Óscar Mendiola; -68 kg, Stuttgart 1979
  - Edna Díaz; -63 kg, Madrid 2005
  - María del Rosario Espinoza; -72 kg, Beijing 2007
  - Uriel Adriano; 74 kg, Puebla 2013
  - Daniela Souza; -49 kg, Guadalajara 2022
  - Leslie Soltero; -67 kg, Guadalajara 2022
  - Carlos Sansores Acevedo; +87kg, Guadalajara 2022

- Tiro
  - Nuria Ortiz; Skeet, San Sebastián 1969
  - Rafael Carpio: Pistola de fuego 25 m, Phoenix 1970
  - Nuria Ortiz; Skeet, Bolonia 1971
  - Alejandra Zavala; Pistola de aire 10 m, Granada 2013